# Primož Roglič
Primož Roglič (), né le 29 octobre 1989 à Trbovlje, est un sauteur à ski et coureur cycliste polyvalent slovène. Roglič a commencé sa carrière en tant que sauteur à ski, avant de passer plus tard au cyclisme. À l'aise en contre-la-montre et dans les ascensions, c'est un spécialiste des courses par étapes. Il est classé numéro 1 mondial à l'issue des années 2019 et 2020 et considéré comme l'un des meilleurs coureurs de son époque.
Il est le premier Slovène à avoir remporté un grand tour avec quatre succès aux Tours d'Espagne en 2019, 2020, 2021 et 2024 et un sur le Tour d'Italie 2023. Il a remporté quatre étapes contre-la-montre du Tour d'Italie, trois étapes de montagne du Tour de France et quinze étapes du Tour d'Espagne. Il a aussi terminé deuxième du Tour de France 2020 et troisième du Tour d'Italie 2019. Il compte aussi à son palmarès douze courses par étapes d'une semaine reprises dans UCI World Tour. En remportant Liège-Bastogne-Liège en 2020, il devient le premier Slovène à gagner l'un des cinq « Monuments ». Il est champion olympique du contre-la-montre lors des Jeux de Tokyo 2020. 

## Biographie

### Carrière de sauteur à ski
Primož Roglič est né en Yougoslavie, à Trbovlje. Son père est ouvrier et sa mère est assistante dans un cabinet dentaire. Il commence le saut à ski à l'âge de huit ans. Il concourt à partir de 2003 en coupe continentale de saut à ski. Il pratique même le combiné nordique, dont il remporte une épreuve. En 2006, il remporte avec l'équipe slovène la médaille d'argent du concours par équipe aux championnats du monde junior de saut à ski. Il remporte la médaille d'or dans la même discipline l'année suivante avec Jurij Tepeš, Mitja Mežnar et Robert Hrgota. En 2007, il subit une lourde chute sur le célèbre tremplin de Planica, en Slovénie. Même s'il s'est cassé le nez et a souffert d'une commotion cérébrale, il continue de pratiquer le saut à ski pendant encore quatre ans. Il arrête sa carrière en 2011 en ayant obtenu cinq podiums en coupe continentale de saut à ski dont deux victoires.

### Carrière de coureur cycliste

#### Adria Mobil (2013-2015)
Auteur d'une très bonne saison cycliste amateur en 2012 en Slovénie, il signe dans l'équipe Adria Mobil après avoir passé un test d'effort. Il réalise une saison 2013 correcte avec notamment comme résultats principaux la dixième place du championnat de Slovénie et la quinzième position du Tour de Slovénie. L'année suivante, il remporte la seconde étape du Tour d'Azerbaïdjan et confirme sa bonne année 2014 en s'offrant sa première course d'un jour en solitaire (Croatie-Slovénie). Cette période lui permet d'apprendre le métier à travers l'Europe, dans des courses de second niveau, en échange d'un hébergement et du remboursement de ses frais. Il déclare à propos de ces années : « Je n'avais aucune technique. La difficulté majeure fut d'apprendre à rouler en peloton. Au moins dans les chronos je pouvais choisir mes trajectoires. »

#### Jumbo/Jumbo-Visma (2016-2023)

##### 2016: victoire d'étape sur le Tour d’Italie
En 2016, il signe un contrat avec l'équipe World Tour Lotto NL-Jumbo. Il se révèle lors du contre-la-montre inaugural de 9,8 km du Tour d'Italie, lors duquel il termine deuxième, n'étant relégué qu'à vingt-deux millièmes de secondes du spécialiste néerlandais Tom Dumoulin. Une semaine plus tard, il remporte la neuvième étape de ce même Tour d'Italie, un contre-la-montre de 40,4 km.
En août, il prend part aux deux compétitions sur route des Jeux olympiques, à Rio de Janeiro. Il finit dixième du contre-la-montre et vingt-sixième de la course en ligne. En fin de saison, aux championnats du monde sur route, à Doha, il prend la cinquième place du contre-la-montre par équipes avec Lotto NL-Jumbo et connaît sa première participation avec son équipe nationale. Il se classe vingt-quatrième du contre-la-montre individuel.

##### 2017: victoire d'étape sur le Tour

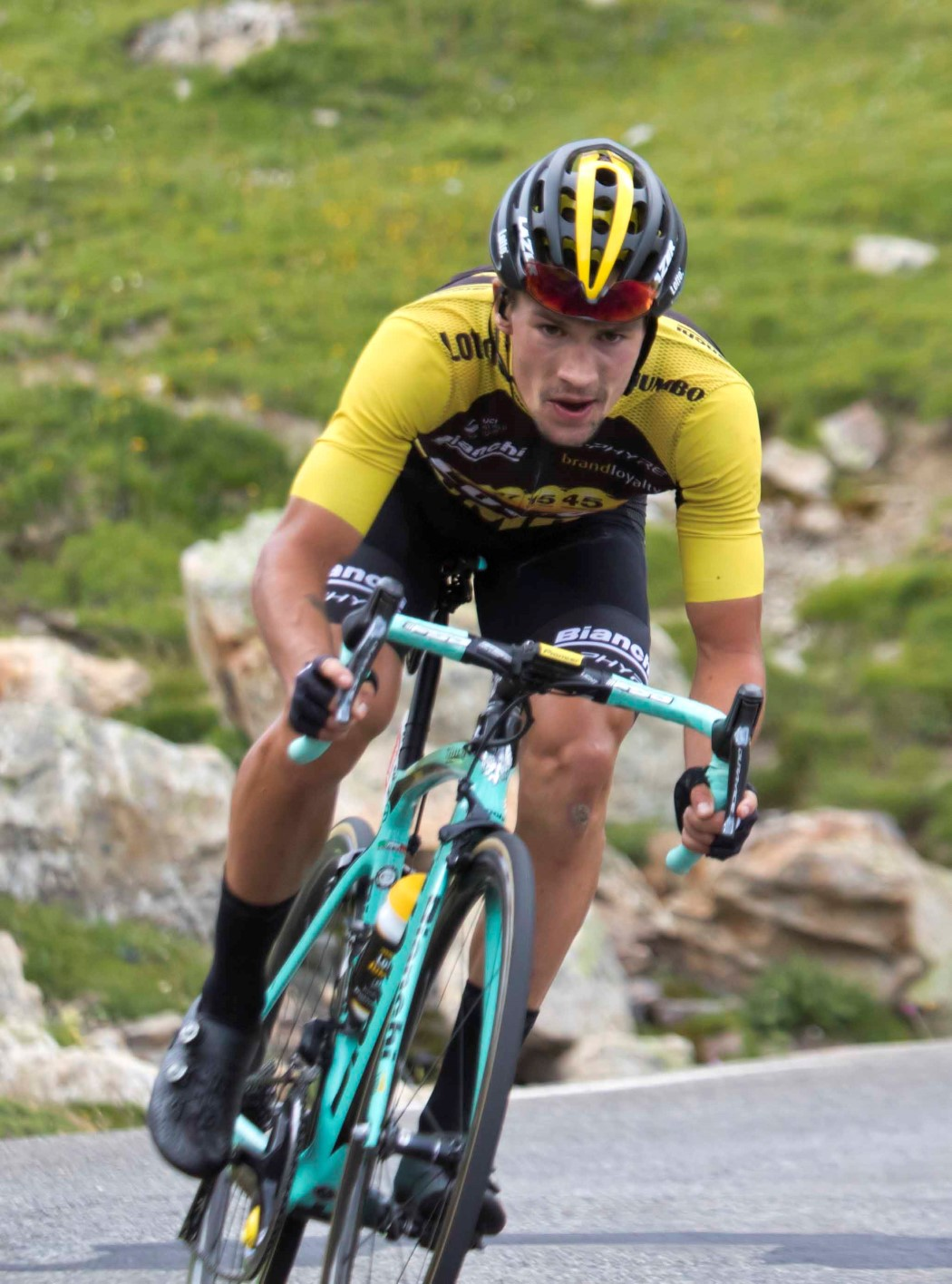
Primož Roglič lors de la du Tour de France 2017.

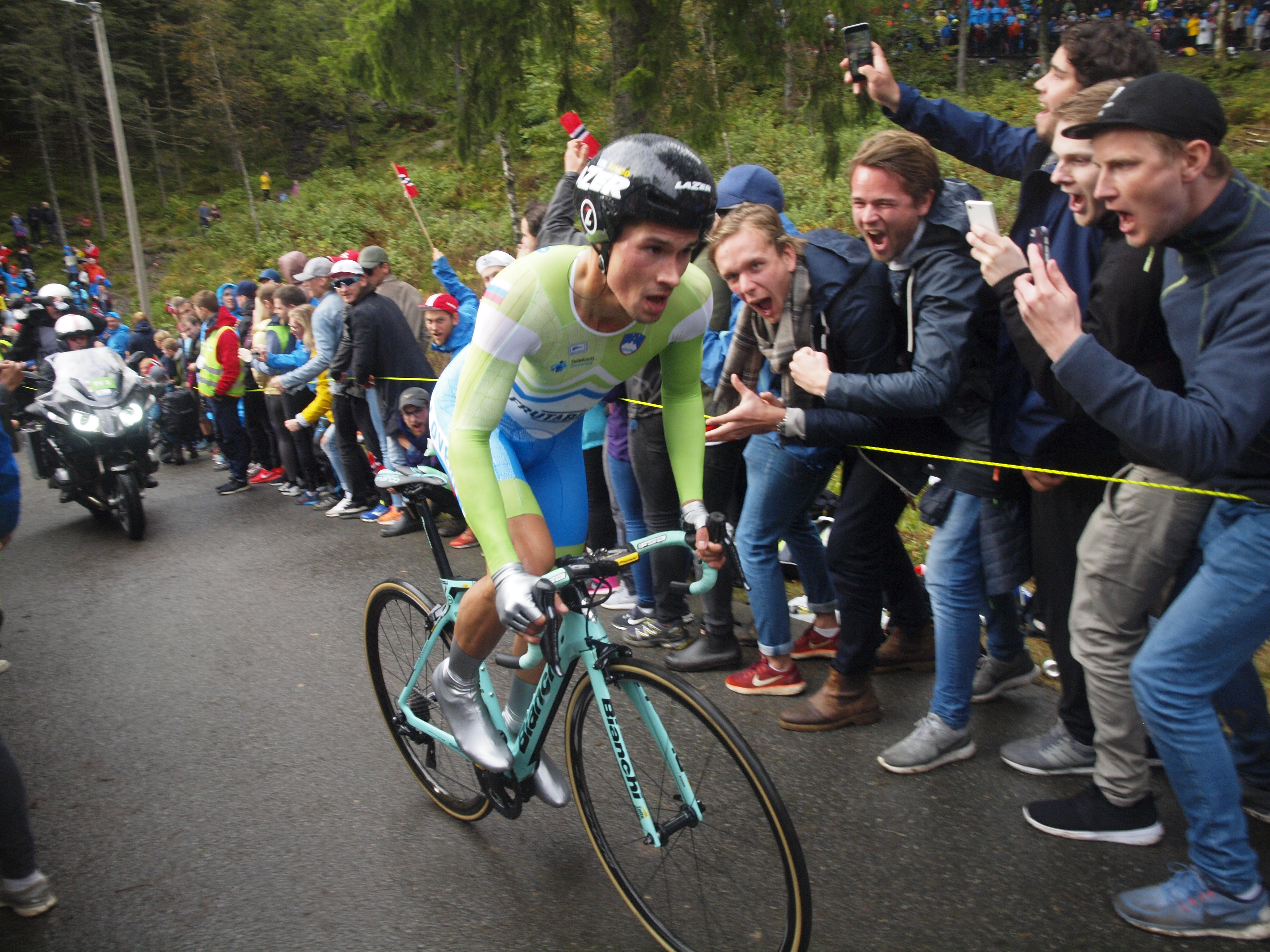
Roglič lors des mondiaux 2017.

En début d'année 2017, Primož Roglič s'impose au classement général du Tour de l'Algarve. Au printemps, il remporte trois courses de contre-la-montre. Au Tour du Pays basque, deux jours après avoir gagné à Bilbao, il s'impose sur le contre-la-montre final et termine cinquième du classement général. Au Tour de Romandie, sa victoire d'étape contre-la-montre lui permet de monter sur le podium final. Il remporte enfin le prologue du Ster ZLM Toer et finit deuxième du classement général de cette course. En juillet, il dispute son premier Tour de France. Attendu lors de la première étape, il chute et finit 65e de ce contre-la-montre disputé à Düsseldorf. Deux semaines plus tard, il devient le premier cycliste slovène à remporter une étape du Tour de France. Présent dans une échappée d'une trentaine de coureurs, il passe en tête au col du Télégraphe, puis accélère dans l'ascension du col du Galibier. Il est d'abord suivi par Alberto Contador et Serge Pauwels, puis part seul. Il passe le col avec une avance confortable et s'impose en solitaire à Serre-Chevalier. Aux championnats du monde sur route à Bergen en Norvège, il est d'abord septième du contre-la-montre par équipes. Puis, lors du contre-la-montre individuel, il décroche la médaille d'argent. Battu par Tom Dumoulin de près d'une minute, il devance Christopher Froome de 24 secondes. Il fait partie des coureurs ayant choisi de changer de vélo au pied de la montée finale et réalise le meilleur temps dans celle-ci.

##### 2018: victoires au Pays basque et en Romandie, quatrième du Tour de France

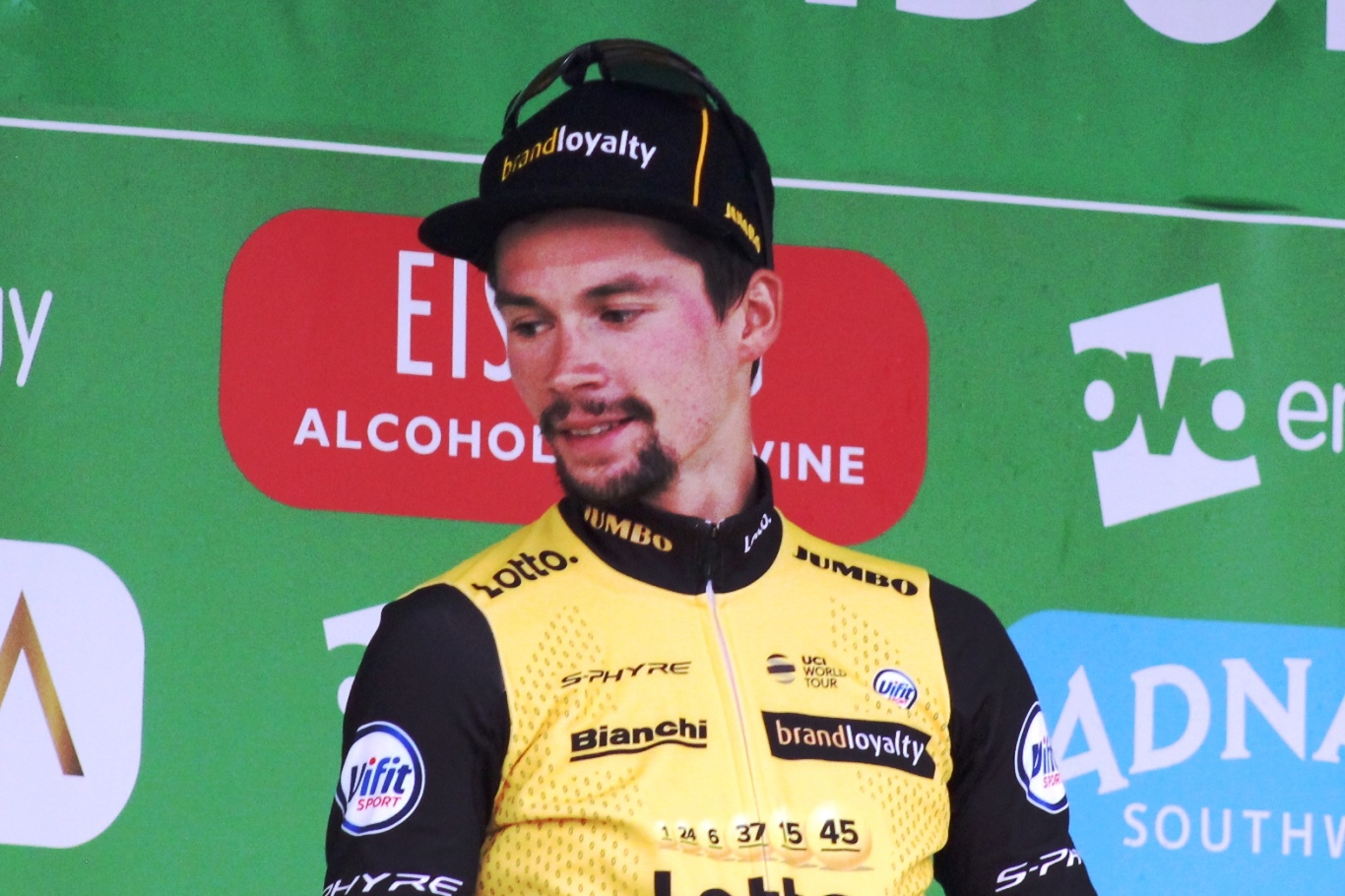
Roglič lors du Tour de Grande-Bretagne 2018.

En mars 2018, il gagne en solitaire une étape de Tirreno-Adriatico. Après avoir remporté une étape et le général du Tour du Pays basque, il s'impose sur le Tour de Romandie devant le jeune Colombien Egan Bernal. En préparation du Tour de France, il participe au Tour de Slovénie qu'il remporte assez largement en devançant son dauphin, Rigoberto Urán, de presque 2 minutes, s'imposant sur l'étape-reine entre Ljubljana et Kamnik, puis le lendemain sur le contre-la-montre entre Trebnje et Novo Mesto. Il devient au passage le deuxième coureur à s'imposer plus d'une fois sur le Tour de Slovénie, après sa première victoire en 2015. Lors du Tour de France, il s'impose à Laruns en distançant les favoris dans les derniers kilomètres et s'empare alors de la troisième place du classement général aux dépens de Chris Froome. Le lendemain, il perd sa place sur le podium à cause d'une meilleure performance de Froome dans le contre-la-montre. Après sa quatrième place sur le Tour de France, juste devant son coéquipier Steven Kruijswijk, il annonce viser la course en ligne des mondiaux d'Innsbruck et faire l'impasse sur le contre-la-montre. Il se classe ensuite troisième du Tour de Grande-Bretagne, mais termine seulement 34e des mondiaux.

##### 2019: vainqueur du Tour d’Espagne et n° 1 mondial
En préparation pour le Tour d'Italie, il gagne coup sur coup deux courses par étapes du World Tour : l'UAE Tour et Tirreno-Adriatico. Il bénéficie à chaque fois des bons résultats de son équipe lors du contre-la-montre par équipes. En mai, il est intouchable sur le Tour de Romandie, où il conserve son titre. Il remporte trois des six étapes (et compte deux autres places sur le podium), le classement général et le classement par points. Il se présente comme l'un des favoris pour le Tour d'Italie, après avoir remporté les trois courses auxquelles il a participé en 2019. Roglič gagne la première étape, un contre-la-montre, et il endosse le maillot rose pour cinq jours. Il cède son maillot rose après cinq étapes en faveur de Valerio Conti. Il s'adjuge le deuxième contre-la-montre lors de la neuvième étape avec son arrivée à Saint-Marin. Lors de la suite de la course, avec son rival Vincenzo Nibali, les deux coureurs se neutralisent et laissent partir Richard Carapaz, ce qui fait perdre progressivement à Roglič tout l'avantage accumulé sur le reste des favoris. La veille de l'arrivée, il n'est plus classé que quatrième, en partie lié à une série de situations défavorables (chute dans le final de la quinzième étape alors que son directeur sportif Addy Engels s'est arrêté pour satisfaire un besoin naturel), auxquelles s'ajoutent ensuite une forte baisse de forme dans la dernière semaine de la course due à des maux d'estomac. Il remonte finalement sur le podium grâce au contre-la-montre du dernier jour au profit de Mikel Landa (pour huit secondes) et se classe 3e de ce Giro, à 2 minutes 30 du vainqueur Richard Carapaz.

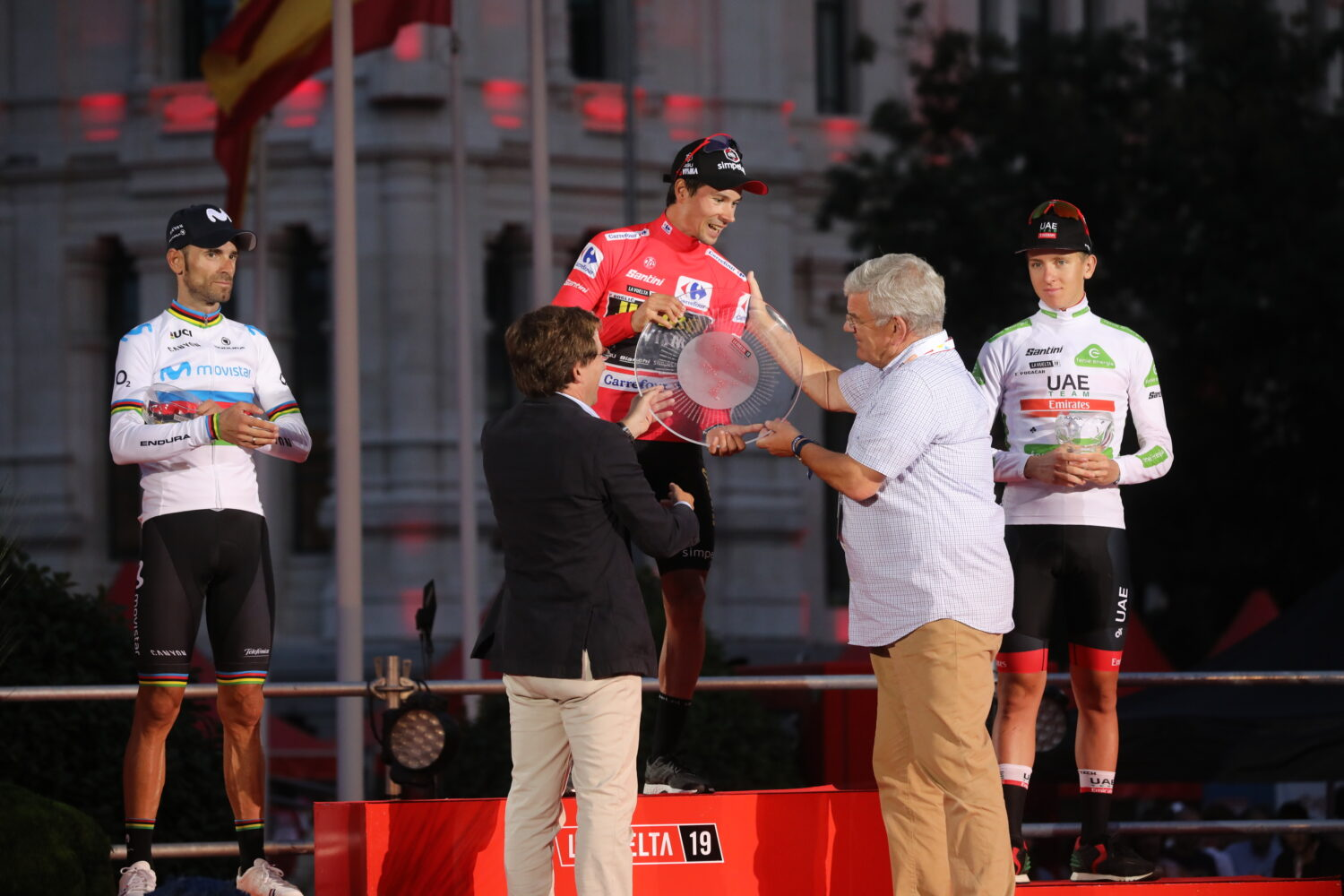
Roglič sur la plus haute marche du podium du Tour d'Espagne 2019.

Il participe ensuite au Tour d'Espagne, avec des ambitions de victoire. Toujours placé, avant le contre-la-montre individuel de la 10e étape entre Jurançon et Pau, il occupe la deuxième place du classement général à 6 secondes de Nairo Quintana et avec 11 secondes d'avance sur Miguel Ángel López et quatorze sur Alejandro Valverde. Roglič remporte l'étape de manière convaincante face à ses principaux rivaux et endosse le maillot rouge. Il compte près de deux minutes d'avance sur Valverde, plus de deux minutes sur Lopez et trois minutes sur Quintana. Le maillot rouge n'est pas en danger pour le reste de la course puisqu'il domine la haute montagne, répondant à toutes les attaques et gagnant de plus en plus de temps face à ses adversaires au fur et à mesure de l'avancement de la course. Il le conserve jusqu'à l'arrivée à Madrid, malgré des chutes, comme sur la 19e étape entre Ávila et Tolède. Il devient le premier cycliste slovène vainqueur d'un grand tour, en devançant l’Espagnol Alejandro Valverde et son compatriote Tadej Pogačar.
Après des mondiaux décevants (12e du contre-la-montre, abandon dans la course en ligne), il remporte coup sur coup le Tour d'Émilie et les Trois vallées varésines. Il est également septième du Tour de Lombardie et troisième du Chrono des Nations. Il termine la saison numéro un mondial.

##### 2020: vainqueur de Liège-Bastogne-Liège et du Tour d’Espagne
En 2020, il vise le Tour de France mais la saison est perturbée par la pandémie de Covid-19. Il opère ainsi sa rentrée seulement fin juin sur son championnat national. Lors de l'épreuve en ligne, qui se termine au sommet d'une ascension, il parvient à suivre Tadej Pogačar puis déclenche son attaque dans le final et devient pour la première fois champion de Slovénie sur l'épreuve en ligne. Lors du contre-la-montre, il est cette fois-ci battu de peu par Pogačar sur un parcours qui empreinte majoritairement un col.
Début août, il entame sa préparation pour la Grande Boucle qui doit débuter à la fin du mois. Il est ainsi engagé sur le Tour de l'Ain où il brille. Deuxième de la 1re étape, battu par le jeune Andrea Bagioli dans un sprint en bosse, il remporte les deux étapes de montagne qui suivent en s'appuyant sur une solide équipe et sur ses qualités de puncheur. Il décroche ainsi le classement général final en devançant deux de ses principaux adversaires annoncés sur le prochain Tour de France : Egan Bernal et Nairo Quintana. Il enchaîne quelques jours plus tard sur le Critérium du Dauphiné et se met en évidence dès la 2e étape qui arrive au col de Porte. Après avoir bien suivi les accélérations d'Emanuel Buchmann, Roglič attaque dans le dernier kilomètre et creuse l'écart pour s'imposer en solitaire. Il contrôle bien les choses sur l'étape suivante dans une nouvelle arrivée difficile mais le lendemain il est victime d'une chute en milieu d'étape. S'il rentre sur le peloton et ne perd rien dans le final face aux autres leaders, il est tout de même non-partant au matin de la dernière étape en vue de se soigner correctement avant le Tour, victime de plusieurs brûlures sur le côté gauche.
Deux semaines plus tard, il est bien au départ du Tour de France où il fait partie des favoris à la victoire finale même si sa forme pose question à la suite de sa chute. Il évite les pièges de la 1re étape à Nice rendue très glissante par la pluie puis se montre à son avantage lors de la 4e étape qui arrive à Orcières-Merlette en réglant un petit peloton au sprint avec aisance pour décrocher sa 3e victoire d'étape sur le Tour. Deux jours plus tard, les favoris se neutralisent dans la première arrivée au sommet au Mont Aigoual puis le lendemain, l'équipe Ineos provoque des cassures dans le final. Vigilant, Roglič tient bon et évite tous les pièges avant la montagne. Pour la première étape pyrénéenne, l'équipe Jumbo-Visma impose un train important dès l'ascension du port de Balès. Leur stratégie essore le peloton mais laisse Roglič seul au milieu du col de Peyresourde. Tadej Pogačar passe à l'attaque à deux reprises, à chaque fois suivi par le Slovène et par Nairo Quintana mais les deux ne collaborent pas. Pogačar insiste quant à lui et sort seul alors que derrière on s'observe et on ne s'entend pas chez les autres leaders. Finalement, Roglič perd 40 secondes sur son compatriote mais rien sur les autres favoris. Le lendemain, Pogačar attaque à nouveau dans le col de Marie-Blanque. Roglič laisse faire son équipe pour réduire puis accélère et revient sur Pogačar. Mikel Landa et Egan Bernal sont les seuls à suivre les deux Slovènes au sommet puis le quatuor collabore bien pour garder les autres leaders à distance mais aussi pour rentrer sur Marc Hirschi, dernier rescapé de l'échappée matinale. Roglič maintient un rythme dans le final et est battu au sprint par Pogačar mais revêt pour la première fois le maillot jaune, à Laruns, lieu de sa victoire d'étape en 2018. La transition vers les Alpes s'opère sans soucis puis on retrouve une explication entre favoris lors de la 13e étape qui se conclue au pas de Peyrol. Loin derrière l'échappée, Roglič et Pogačar sont les plus forts dans ces pentes très raides et ils s'entendent pour creuser des écarts sur les autres favoris, notamment sur Bernal qui est repoussé à 59 secondes au classement général avant les Alpes. Le Colombien, gêné par des douleurs au dos, est défaillant dans la première étape alpestre qui se termine sur les pentes du Grand Colombier. Dans cette montée, les Jumbo-Visma contrôlent puis Roglič attaque dans le dernier kilomètre mais encore une fois, son jeune compatriote tient bon et le bat au sprint pour la victoire d'étape. L'arrivée à Villard-de-Lans ne voit pas de mouvement puis vient la 17e étape et la nouvelle ascension du col de la Loze. Dans la partie finale qui est la plus raide, Miguel Ángel López est le premier à bouger. Roglič se sert de ce mouvement pour mettre la pression sur Pogačar puis le contre. Un bras de fer s'engage alors entre les trois hommes sur les 2,5 derniers kilomètres avec de faibles écarts qui restent stables. Alors que Pogačar semble revenir sur la fin, le maillot jaune trouve les ressources et refait un écart même s'il ne peut reprendre López. L'étape suivante est accidentée mais l'équipe Jumbo-Visma est très solide et contrôle toute la journée. Roglič est même le plus fort dans la montée du plateau des Glières en prenant quelques mètres sur les autres mais n'insiste pas car il reste 30 km jusqu'à La Roche-sur-Foron. Il arrive ainsi en jaune sur le juge de paix de ce Tour, une 20e étape contre-la-montre qui se termine au sommet de la Planche des Belles Filles. Roglič s'y présente avec 57 secondes sur Pogačar et 1 minute 27 sur López. Annoncé grand favori à la victoire finale, Roglič est pourtant battu par son compatriote. Pogačar réalise un contre-la-montre exceptionnel et arrive au pied de la montée finale, après les 30 km de plat, avec 36 secondes sur le maillot jaune. Roglič n'arrive pas à se ressaisir dans le col, son changement de vélo est balbutiant puis il termine le visage blafard et le casque en vrac avec la 5e place sur la ligne à 1 minute 56 de Pogačar. Il le félicite sitôt la ligne franchie et termine donc ce Tour de France à la 2e place du classement général à 59 secondes du leader. On apprend par la suite que sa chute sur le Dauphiné a entraîné des douleurs lorsqu'il se tenait en position contre-la-montre.
Une semaine seulement après cet échec décevant, il est aligné au championnats du monde à Imola. À 13 km de l'arrivée, il ne peut pas suivre l'attaque de Julian Alaphilippe dans la Gallisterna mais s'accroche à un petit groupe de 5 en poursuite. Ce groupe n'arrive pas à revenir et il termine 6e. Le dimanche suivant, il est au départ de Liège-Bastogne-Liège, cette fois-ci, il parvient à suivre l'attaque d'Alaphilippe dans la Roche-aux-Faucons. Distancé dans la remontée qui suit par le Français et par Marc Hirschi, il comble vite son retard avec Pogačar puis tente même un contre sans succès. Le quatuor collabore et la victoire se joue entre eux au sprint. Alors qu'Alaphilippe lève les bras, Roglič se donne jusqu'au bout et le saute pour moins d'un quart de roue, devenant ainsi le premier Slovène à remporter un Monument.
Malgré ce gros bloc de course, il est deux semaines plus tard au départ d'un Tour d'Espagne amputé de ses trois premières étapes au Portugal afin d'y défendre son titre. Dès la 1re étape, le parcours est accidenté, et dans un final animé par son équipier Sepp Kuss, un groupe de favoris se détache. Roglič attaque habilement sous la flamme rouge dans une portion descendante et surprend les autres pour s'imposer et prendre le maillot rouge. Le lendemain, il est encore parmi les meilleurs au dernier col et est 2e à l'arrivée derrière Marc Soler qui est sorti dans la descente. Lors de l'étape suivante, il est de nouveau second, battu cette fois à la pédale dans un final entre costauds par Dan Martin. Au cours de la 6e étape qui se dispute sous des conditions météo difficiles, Roglič est mis en difficulté dans la montée finale vers Aramón Formigal et perd plus de 40 secondes sur Richard Carapaz, nouveau maillot rouge. Le Slovène réagit sur la 8e étape qui se termine au sommet de l'Alto de Moncalvillo. Dans un final débridé, Roglič et Carapaz offrent un grand duel, s'attaquant et se contrant à plusieurs reprises dans les 2 derniers km mais finalement, le maillot rouge est distancé et Roglič s'impose. A Suances lors de la 10e étape, le Slovène décroche un nouveau succès au sprint dans un final en bosse ce qui lui permet de reprendre le maillot de leader dans le même temps que Carapaz. On se neutralise à l'Alto de la Farrapona puis c'est l'Angliru qui se dresse face aux coureurs sur la 12e étape. Roglič souffre sur ces pentes, lâché à un peu plus de 2 km mais il s'accroche avec l'aide de Kuss et limite bien les dégâts même s'il perd pour 10 secondes son maillot qui retourne sur les épaules de Carapaz. Sur le contre-la-montre qui suit, le Slovène décroche sa 4e victoire d'étape pour 1 seconde seulement face à Will Barta grâce à une grande montée du Mirador de Ezaro pour finir mais, même s'il reprend le maillot rouge, il ne creuse pas des écarts aussi importants qu'espéré sur ses rivaux. Cette dernière semaine est plus simple et sur la 16e étape, Roglič profite d'un final au sein d'un peloton réduit pour grappiller des bonifications en terminant second à Ciudad Rodrigo derrière Magnus Cort. Ainsi, à la veille de l'arrivée, au matin de la dernière étape de montagne, il possède 45 secondes d'avance sur Carapaz et 53 secondes sur Hugh Carthy. L'étape se termine au sommet de l'Alto de la Covatilla et le maillot rouge se retrouve isolé à 4,5 km de l'arrivée. Il répond bien aux premières attaques mais à 3,5 km, Carapaz place un démarrage tranchant. Roglič tente de répondre mais petit à petit perd le contact et doit laisser filer l'Equatorien qui ne peut bénéficier d'aucune bonifications, l'échappée s'étant joué la victoire. Roglič retombe sur son équipier Lennard Hofstede, présent dans cette échappée, et le Néerlandais peut passer un relais précieux mais à 1 km, Carapaz compte 31 secondes d'avance et le spectre d'un nouveau renversement comme au Tour de France revient. Roglič parvient cependant à finir très fort et ne perd que 21 secondes sur son dauphin. Il remporte ainsi une deuxième Vuelta de rang avec 24 secondes d'avance sur Carapaz et remporte aussi le classement par points grâce à ses 4 victoires d'étape. 
Le Slovène termine l'année n°1 mondial pour la seconde année consécutive et remporte le vélo d'or, devenant aussi le premier coureur depuis Danilo Di Luca en 2005 à remporter la même année un Grand Tour et un Monument.

##### 2021: champion olympique du contre-la-montre et troisième victoire au Tour d’Espagne

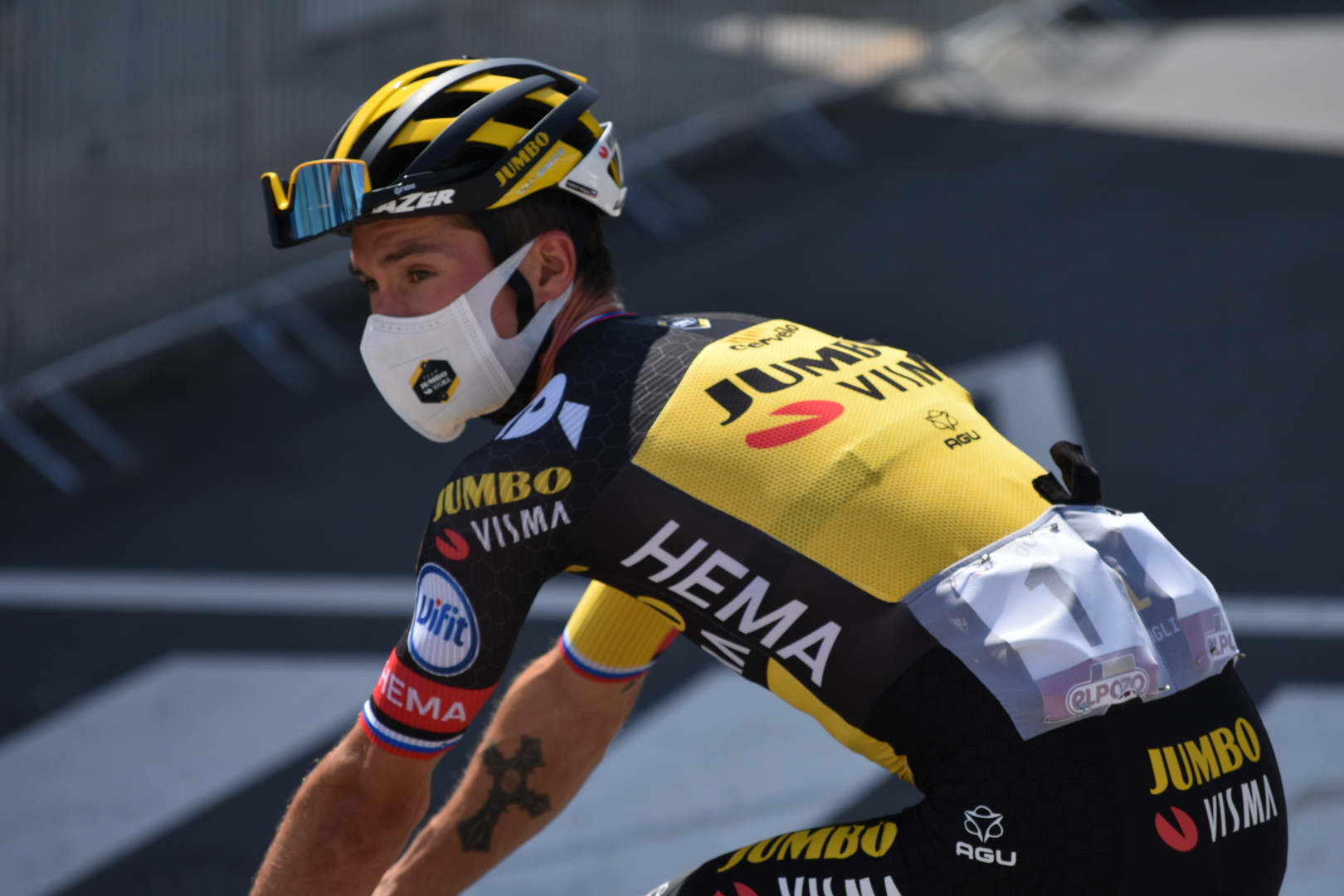
Primož Roglič lors du Tour d'Espagne 2021.

Primož Roglič opère sa rentrée sur Paris-Nice qu'il dispute pour la première fois. Après un bon contre-la-montre qui le place premier parmi les leaders, il remporte la 4e étape à Chiroubles en attaquant à 3 km de l'arrivée, reprenant encore du temps à ses adversaires. Il confirme sa domination en remportant la 6e étape à Biot dans un sprint en bosse puis surtout lors de la grande arrivée au sommet à La Colmiane le lendemain. Dans l'ascension finale, il contrôle ses principaux adversaires puis produit un violent démarrage sur la fin et avale le dernier échappé, Gino Mäder, juste avant la ligne pour signer un 3e succès d'étape et sa 50e victoire en carrière. Solide leader du classement général au matin de la dernière étape, il est victime de deux chutes au cours de la journée et de soucis mécaniques. Son dauphin, Maximilian Schachmann en profite pour faire rouler son équipe. Roglič perd quant à lui ses équipiers un à un et tente de revenir seul mais sans succès. Il termine à plus de 3 minutes et termine ce Paris-Nice à la 15e position avec une luxation de l'épaule. 
Il s'aligne ensuite sur le Tour du Pays basque où il retrouve Tadej Pogačar pour un premier affrontement en vue du Tour de France. Roglič remporte le premier duel entre les deux hommes lors du contre-la-montre d'ouverture en décrochant la victoire et en repoussant son rival à 28 secondes. Sur la 3e étape, les deux s'attaquent dans le mur final d'Ermualde sans pouvoir se lâcher et c'est Pogačar qui s'impose au sprint. Le lendemain, dans un final d'étape animée, Roglič abandonne son maillot jaune à Brandon McNulty, équipier de Pogačar mais replace au passage Jonas Vingegaard, son équipier, devant lui. Lors de la dernière étape, la course explose à près de 70 km de l'arrivée sous les efforts de l'équipe Astana dans une descente. Le peloton se casse et un groupe de 7 coureurs seulement prend une légère avance. Roglič en fait partie mais pas McNulty, ni Pogačar qui attend son coéquipier leader du général. Retombant sur des soutiens, une poursuite s'engage et un écart se fait dans la courte vallée. Sur les fortes pentes du Krabellin, Pogačar tente de faire la jonction, McNulty n'arrivant plus à suivre. Roglič attaque alors devant à 46 km et n'est suivi que par David Gaudu et Hugh Carthy. Un match à distance s'engage entre les deux Slovènes, chacun roulant seul dans son groupe. Cependant, Pogačar est gêné par la présence de Vingegaard dans sa roue, prêt à le contrer. Le match tourne à l'avantage de Roglič qui reçoit quelques relais de la part de Gaudu dans le final. L'écart est fait, le Slovène laisse la victoire au Français pendant que lui remporte le classement général.
Sur les ardennaises, il est mis hors jeu lors de l'Amstel Gold Race à la suite d'un souci mécanique alors qu'il se trouvait dans le peloton de tête. Sur la Flèche wallonne, il attaque très tôt dans le mur de Huy, à 350 mètres de la ligne, seul Julian Alaphilippe arrive à rester proche de lui et le champion du monde le déborde sur la fin dans un grand duel. Roglič se classe ainsi deuxième de l'épreuve, entre Alaphilippe et Alejandro Valverde, qui comptent à eux deux, huit succès sur la course. À l'occasion de Liège-Bastogne-Liège, il n'arrive pas à défendre son titre, en difficulté pour suivre les meilleurs il ne termine que 13e dans une course remportée par Pogačar.
Après une coupure, il arrive en Bretagne au départ du Tour de France pour une revanche annoncée face à son compatriote. Le combat commence dès les deux premières étapes qui arrivent au sommet de côtes raides. A Landerneau, Roglič termine 3e devant Pogačar et à Mûr-de-Bretagne de nouveau 3e mais cette fois derrière son benjamin. Une seconde sépare alors les deux hommes au matin de la 3e étape dédiée aux sprinteurs. Cependant, dans le final qui mène le peloton à Pontivy, les routes sinueuses et étroites entraînent une cascade de chutes. Roglič est pris dans une, heurté par Sonny Colbrelli, il tombe lourdement sur le bas-côté. Il se relève un peu étourdis, repart avec des équipiers dans une fin de course chaotique et perd près d'une minute sur Pogačar. Victime de plusieurs plaies sur tout le côté gauche du corps, il limite la casse sur le contre-la-montre de Laval deux jours plus tard, terminant 7e à 43 secondes de Pogačar. Cependant, blessé, il ne parvient pas à suivre les meilleurs lors de la 7e étape accidentée qui mène au Creusot et perd tout espoir de figurer au classement général. Le lendemain, il termine presque dernier de la première étape de montagne au Grand Bornand et abandonne le jour suivant. 
Il se concentre alors sur la préparation des Jeux olympiques de Tokyo avec des doutes sur sa forme à la suite de sa chute sur la Grande Boucle. Sur la course en ligne, il ne tient pas dans l'ascension du Mont Fuji et ne termine que 28e. Sur le contre-la-montre, qui se dispute sur un parcours de 44,2km vallonné en deux tours de circuit, Roglič se montre en bien meilleure forme. À l'issue du premier tour, il est en tête mais avec seulement 8 secondes sur son dauphin et 9 secondes sur la médaille. Il réalise alors une deuxième boucle prodigieuse et écrase la concurrence. Il remporte l'or olympique avec 1'01 d'avance sur Tom Dumoulin et réalise un rêve, lui qui avait commencé par les sports d'hiver où les Jeux Olympiques sont rois. 
Fort de cette confiance retrouvée, il dispute le Tour d'Espagne dont il est le double tenant du titre. Il commence fort en confirmant son titre de champion olympique grâce à une belle victoire sur le court contre-la-montre d'ouverture à Burgos. Il abandonne son maillot rouge de leader lors de la 3e étape à Rein Taaramäe, membre de l'échappée, pendant qu'il s'accroche avec les principaux leaders dans le Picon Blanco bien qu'il se soit retrouvé très vite sans équipiers. Il récupère son maillot après la 6e étape qui se termine au sommet d'une côte raide où il termine second, échouant d'un souffle à reprendre Magnus Cort qui était en échappée. Sur la 9e étape, le peloton termine par l'ascension de l'Alto de Velefique. Pendant que Damiano Caruso remporte l'étape en échappée, Roglič est attaqué par Adam Yates ou Miguel Ángel López mais parvient à contrôler. Lorsqu'à 6km, Enric Mas accélère, il est le seul à pouvoir suivre et les deux collaborent bien pour creuser sur les autres leaders. Le lendemain, Roglič laisse encore filer son maillot au profit de l'échappée avec Odd Christian Eiking qui le récupère mais il surprend son monde en attaquant à 20km de l'arrivée dans une côte. Les autres leaders ne répondent pas de suite mais se lancent en chasse. Au sommet, il compte 19 secondes sur ses premiers poursuivants mais il chute dans la descente et est récupéré. Cette action est critiquée par certains observateurs appuyant notamment sur sa maladresse dans les descentes mais il déclare "Sans risque, pas de gloire". Lors de la 11e étape qui se termine au sommet du mur de Valdepeñas de Jaén, le Slovène rassure sur sa santé et décroche une nouvelle victoire d'étape en costaud, devançant Mas dans un duel qui s'affirme. L'Espagnol peut compter sur la présence d'un autre leader dans son équipe en la personne de López et ce dernier attaque au Pico Villuercas. Roglič profite du travail de Sepp Kuss pour limiter l'écart avant d'attaquer en personne dans le final pour boucher quasiment tout son retard. Au matin de la 17e étape, le Slovène reste 3e du général avec 35 secondes d'avance sur Mas, son plus sérieux adversaire. Dans cette étape, Egan Bernal passe à l'attaque à 61km de l'arrivée dans la Collada Llomena. Roglič se décide à le suivre bien que le Colombien soit à 2'45 de lui au général et qu'il possède encore des équipiers pour rouler. Le duo passe au sommet avec 43 secondes d'avance sur un petit groupe de leaders. Dans la descente technique, rendue dangereuse par la pluie, le Slovène est mis au défi après sa chute quelques jours plus tôt mais il s'en sort bien, l'écart grandit quelque peu puis dans la longue vallée, les deux hommes collaborent et prennent jusqu'à 2'20 sur un groupe mené par les Bahrain-Victorious de Jack Haig. Ces derniers trouvent des renforts et au pied de la montée des Lacs de Covadonga, il n'y a plus que 1'30. Roglič se révèle le plus fort du duo de tête et lâche Bernal à 8km du sommet. Il résiste aux autres favoris et signe une victoire pleine de panache au sommet d'un col mythique du Tour d'Espagne qu'il décrit comme l'un de ses plus beaux numéro sur l'épreuve. Il récupère sa tunique de leader avec désormais 2'22 d'avance sur Mas. Le lendemain de son exploit, il gère bien la difficile montée du Gamoniteiru où il termine second derrière López. Sur la 20e étape, très accidentée, il gère très bien la situation encore une fois en ne loupant pas le bon coup et termine à nouveau second de l'étape derrière Clément Champoussin qui a profité d'un marquage pour partir. Il parachève son succès sur la Vuelta en remportant le contre-la-montre final à Saint-Jacques de Compostelle, signant ainsi sa 4e victoire d'étape comme en 2020, rattrapant même Mas, parti deux minutes avant lui. Il s'impose ainsi une nouvelle fois sur le Tour d'Espagne avec 4'42 d'avance sur son dauphin, le plus gros écart enregistré depuis l'édition 1997 et égale Tony Rominger et Roberto Heras parmi les coureurs ayant remporté trois Vuelta consécutives. 
Il enchaîne sur les championnats du monde à Louvain où il ne brille pas puis s'illustre sur les classiques italiennes. Sur le Tour d'Émilie, il s'impose comme en 2019, en partant cette fois dans un groupe de favoris à près de 40 km de l'arrivée. La victoire se joue dans la montée finale de San Luca où personne n'arrive à se détacher. À 400 mètres, après un moment tactique, Roglič déclenche son sprint et s'envole, faisant craquer João Almeida en dernier pour s'imposer en costaud. Il confirme sa forme sur Milan-Turin en étant là encore dans le bon coup, suivant un groupe de favoris à 50km. L'explication se fait dans la montée finale de Superga où Adam Yates met un rythme qui fait lâcher tout le monde. Roglič parvient à s'accrocher et le règle au sprint sur une accélération dévastatrice. C'est donc en pleine confiance et dans la peau de favoris que le Slovène se présente au départ du Tour de Lombardie. Dans le Passo di Ganda, il n'arrive pas à suivre l'accélération de Pogačar puis il tente en vain d'organiser la poursuite dans la vallée. Trop juste, il perd le contact du groupe de contre dans le Colle Aperto mais profite de leur temporisation pour revenir en compagnie de Yates qui le bat au sprint, finissant ainsi 4e de l'épreuve. Il termine troisième du classement UCI, tandis que son contrat est prolongé jusqu'en fin d'année 2025.

##### 2022: vainqueur sur Paris-Nice et le Critérium du Dauphiné

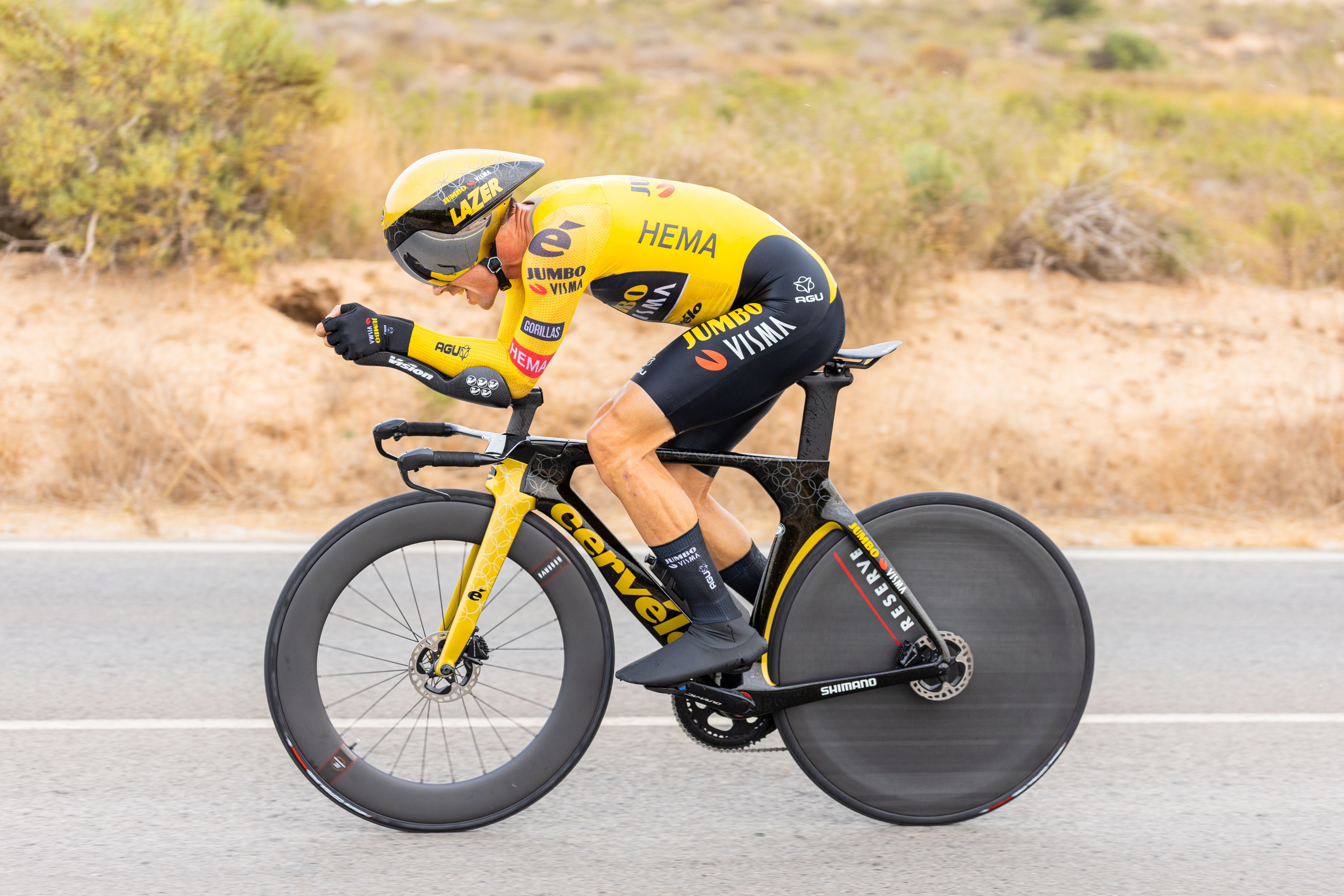
Roglič sur le Tour d'Espagne 2022

Il démarre sa saison pour se rôder sur Les Boucles Drôme-Ardèche où il se montre discret mais cherche surtout à trouver le rythme. En effet, son principal objectif de ce début de saison est la course au soleil Paris-Nice pour effacer sa déception de l'année précédente. Dès la première étape, la Jumbo-Visma fait un coup de force à la surprise dans une petite bosse et l'équipe réalise un triplé avec l'étape qui est laissée à Christophe Laporte alors que Roglič reprend plus de 20 secondes sur les autres favoris. Les deux étapes suivantes ne changent rien puis le contre-la-montre voit Wout van Aert s'imposer pour 2 secondes devant Roglič qui continue de reprendre du temps à ses adversaires. Le Slovène prend le maillot jaune le lendemain et aborde la montagne en l'arborant. Il remporte l'étape au col de Turini dans un final où Roglič contrôle ses adversaires et les règle grâce une attaque cinglante dans le dernier kilomètre. Solide leader au matin de la dernière étape, il est mis en difficulté par Simon Yates dans les passages raides du col d'Èze mais il reçoit l'aide de van Aert pour limiter l'écart et remporter Paris-Nice. 
Quelques jours plus tard, il s'aligne Grand Prix de Denain afin de s'exercer sur les pavés en vue du Tour de France. Il s'y montre à son avantage en prenant une échappée qui ne se fait rejoindre que dans le dernier kilomètre. Il participe ensuite à Milan-San Remo mais ne parvient pas à suivre les meilleurs dans le Poggio et termine 17e dans un petit groupe de poursuite à 11 secondes de son compatriote Matej Mohorič. En avril, il est présent au Tour du Pays basque et y remporte la première étape disputée en contre-la-montre en battant Remco Evenepoel. Il est cependant nettement battu dans les dernières étapes accidentées et termine 8e du classement général. Durant sa semaine, il ressent des douleurs à un genou qui l'amènent à renoncer ensuite à participer aux classiques ardennaises.
Après deux mois de pause, il reprend la compétition au Critérium du Dauphiné. Discret en début de course, il réalise une bonne 5e place sur le contre-la-montre en devançant tous les favoris pour le classement général. Lors du week end final, Roglič attaque dans la montée finale de Vaujany et distance tout le monde mais échoue de peu à reprendre Carlos Verona, dernier échappé du jour. Le lendemain, la Jumbo-Visma met grand train dans le Plateau de Solaison et personne ne peut suivre Roglič et son équipier Jonas Vingegaard. Le Slovène peine à suivre le Danois mais les deux terminent ensemble, l'étape revenant à Vingegaard et le général à Roglič. Après sa malchance connue sur Paris-Nice et le Dauphiné ces dernières années, le Slovène remporte enfin des courses par étapes World Tour en France et arrive en confiance au Tour de France.
Sur cette Grande Boucle, la Jumbo-Visma décide d'envoyer ses deux leaders Primož Roglič et Jonas Vingegaard pour tenter de battre le double-tenant du titre Tadej Pogačar. Lors du contre-la-montre inaugural disputé sous la pluie, Roglič ne prend pas de risque et termine 8e en ne concédant que quelques secondes à Pogačar. Sur les étapes suivantes, il évite les pièges liés au vent et aborde la 5e étape tant redoutée sur les pavés du nord de la France entre Lille et Arenberg. Alors que son équipier Vingegaard est victime d'une crevaison et que plusieurs leaders ont été distancés, Roglič se maintient lui dans un petit peloton de favoris. Cependant, à 31 kilomètres de l'arrivée, à la sortie d'un rond-point, une moto-caméra ramène une botte de paille sur la route que Caleb Ewan percute causant sa chute dans laquelle il entraîne d'autres coureurs dont Roglič. Le Slovène est touché, se met sur le bord de la route et remet tout seul son épaule luxée en place avant de repartir. Néanmoins, dans le chaos ambiant, il reste seul un moment avec la majorité de ses équipiers qui aident déjà Vingegaard à rentrer. Il en récupère quelques-uns mais perd beaucoup de temps et termine à près de 2 minutes du peloton des favoris. Malgré ses blessures, il continue la course et rassure lors de la 7e étape qui arrive à la Super Planche des Belles Filles. S'il ne parvient pas à suivre l'attaque de Pogačar dans le final, il termine tout de même 3e de l'étape malgré de vives douleurs dans le dos qu'il décrit comme des coups de couteaux à chaque pédalée. Les jours suivants, il s'accroche au groupe des meilleurs dans toutes les arrivés au sommet assez roulantes et reste au contact au classement général en 13e position à 2 minutes 52 du maillot jaune. Arrive alors la 11e étape où l'équipe Jumbo-Visma décide de tenter une grande action collective. A 70km de l'arrivée, au col du Télégraphe, Roglič passe à l'attaque et retombe sur Christophe Laporte qui avait été envoyé en éclaireur au préalable. Seuls Pogačar, Vingegaard et Geraint Thomas sont en mesure de suivre l'attaque de Roglič. On arrive de suite au pied du Galibier et les deux Jumbo-Visma harcèlent un Pogačar isolé en l'attaquant à 8 reprises dont 5 fois par Roglič poussant ainsi à l'effort le maillot jaune à tour de rôle. Tout se regroupe ensuite puis Roglič replace une attaque dans les pentes les plus dures du col mais Pogačar répond encore puis contre et s'en va avec Vingegaard. Nettement lâché au sommet, Roglič est ramené dans la descente par Wout van Aert puis roule un peu au pied du col du Granon où Vingegaard distance un Pogačar exténué. Roglič se relève et termine à plus de 11 minutes de son équipier, tout sourire après que le coup collectif aie marché. Les jours suivants, le Slovène reste en retrait et est non-partant au matin de la 15e étape pour soigner correctement ses blessures.
Touché au bas du dos avec la fracture de deux vertèbres à la suite de sa chute de la 5e étape du Tour de France, sa participation au Tour d'Espagne est incertaine mais il est finalement aligné au départ d'Utrecht pour défendre son titre. La Jumbo-Visma remporte le contre-la-montre par équipes qui ouvre la course et le maillot rouge est laissé à Robert Gesink. Ce maillot échoie sur les épaules de Roglič au soir de la 4e étape alors qu'il remporte le sprint en bosse à Laguardia devant Mads Pedersen. Avec 37 jours, il est alors le deuxième coureur ayant porté le plus souvent le maillot de leader de la Vuelta, derrière le Suisse Alex Zülle mais le lendemain, il l'abandonne à Rudy Molard en laissant filer l'échappée. Lors de la 6e étape qui arrive au sommet du Pico Jano, Roglič est surclassé par Remco Evenepoel qui lui reprend 1 minute 22. Il rassure deux jours plus tard en étant en mesure de suivre le Belge au Collaù Fancuaya mais est de nouveau nettement battu au sommet de Las Praeres le lendemain. Sur le contre-la-montre d'Alicante, il termine 2e mais perd encore 48 secondes face à Evenepoel, il est alors second au classement général à 2 minutes 41 du Belge. S'il se contente de suivre dans l'étape qui arrive à Peñas Blancas, Roglič passe à l'attaque lors de 14e étape qui arrive à la Sierre della Pandera. Il s'isole à un peu plus de 4km et creuse doucement jusqu'à faire craquer le maillot rouge. Seulement suivi par Miguel Ángel López, il termine 3e de l'étape et récupère une minute à Evenepoel. Il est de nouveau à l'attaque le lendemain dès le pied de la Sierra Nevada mais ne parvient pas à faire l'écart puis subit. Il parvient tout de même à placer une accélération dans le dernier kilomètre et récupère encore un peu de temps au maillot rouge, revenant à 1 minute 34 au début d'une 3e semaine de course qui ne laisse pas énormément de place à de grandes remontées avec peu de cols difficiles. Néanmoins, dès la 16e étape pourtant plutôt promise aux sprinteurs, Roglič profite d'un petit mur à 3 km pour attaquer et sortir du peloton. Il est suivi par Mads Pedersen, Pascal Ackermann, Danny van Poppel et Fred Wright. Roglič se donne à bloc pour faire l'écart mais manque de lucidité dans la dernière ligne droite et heurte Wright. Il chute violemment et termine l'étape sonné, bras et genou en sang. Il est non-partant le lendemain et abandonne ainsi son deuxième Grand Tour de l'année. Il met alors un terme à sa saison pour se soigner et en octobre, il subit une intervention chirurgicale sur son épaule droite luxée lors du Tour de France. Son bras est ensuite immobilisé entre six et huit semaines.

##### 2023: vainqueur du Tour d’Italie
Initialement prévue au Tour de Catalogne, il anticipe sa reprise en venant se tester sur Tirreno-Adriatico. Après un contre-la-montre inaugural honorable au regard des conditions météo (12e), il s'adjuge consécutivement les trois étapes sélectives de la course en réglant au sprint un petit peloton de favoris. Il prend le maillot au terme de la 5e étape par le jeu des bonifications et remporte la course de façon convaincante pour la deuxième fois de sa carrière après son succès en 2019, montrant qu'il est parfaitement rétabli de son opération à l'épaule. 
Il enchaîne en s'alignant fin mars sur le Tour de Catalogne. Il y remporte la 1re étape dans un sprint en bosse et la 5e étape au sommet de Lo Port où il distance Remco Evenepoel, puis contrôle le Belge et remporte le classement général à l'arrivée à Barcelone. Il signe ainsi sa 13e victoire dans une course par étapes du World Tour UCI et sa 72e victoire professionnelle. Il devient le premier coureur à avoir gagné au moins une fois six des sept grandes épreuves historiques d'une semaine de la saison (Tirreno-Adriatico (x2), Paris-Nice (1), Tour de Catalogne (1), Tour du Pays basque (x2), Tour de Romandie (x2) et Critérium du Dauphiné (1)). Seul le Tour de Suisse manque donc à son palmarès désormais.

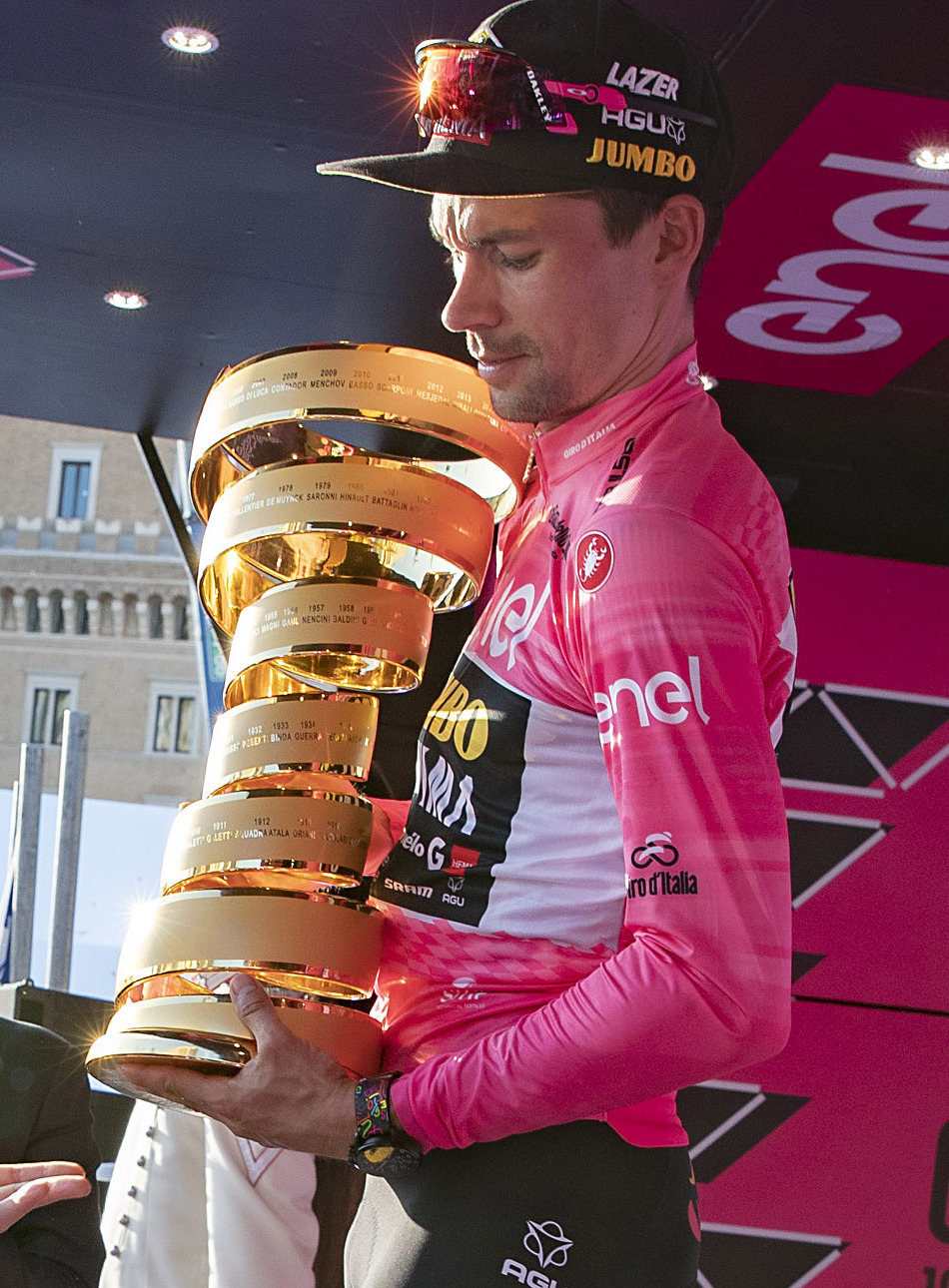
Roglič, maillot rose du Giro 2023

Roglič aborde le Tour d'Italie avec confiance et dans la position de favoris aux côtés de Remco Evenepoel. Le contre-la-montre inaugural donne nettement l'avantage au Belge qui repousse le Slovène assez loin tout comme les autres leaders. Dans une 5e étape rendu très glissante par la pluie, Roglič est victime d'une petite chute dans le final mais en évite d'autres. Les favoris se neutralisent dans les premières arrivées au sommet mais lors de la 8e étape qui mène à Fossombrone, Roglič profite d'une côte pentue dans le final pour attaquer. Il parvient à lâcher Evenepoel et lui reprend 14 secondes à l'arrivée aux côtés de Geraint Thomas et Tao Geoghegan Hart. Le lendemain, dans un long contre-la-montre qui promet d'être à l'avantage d'Evenepoel, les résultats sont bien plus serrés que prévu et Roglič reste au contact. Le Belge abandonne lors de l'étape suivante, victime du covid, et la course est totalement chamboulée avec désormais les 4 premiers du classement général qui se tiennent en 22 secondes, Roglič deuxième à 2 secondes seulement de Thomas. Le mauvais temps joue encore des siennes et au cours de la 11e étape, une chute met à terre les trois premiers du général dont Geoghegan Hart qui est contraint à l'abandon. Roglič s'en sort avec une plaie à la hanche qui nécessite des points de sutures mais il poursuit la course. On se neutralise dans la 2e semaine et l'action entre favoris reprend à l'occasion de la 16e étape qui se termine en haut du Monte Bondone. L'équipe Jumbo-Visma met la pression dans le col mais c'est João Almeida qui passe à l'attaque. Le maillot rose peut suivre mais pas Roglič qui est épaulé par Sepp Kuss et parvient à limiter les dégâts en terminant 3e de l'étape à 25 secondes. La prochaine explication arrive lors de la 18e étape et malgré être resté en retrait dans le peloton toute la journée, Roglič passe à l'attaque dans l'avant dernière monté de Coi avec l'aide de Kuss. Il distance Almeida mais pas Thomas et un combat se lance dans la descente et la courte vallée. Au moment où le Portugais s'apprête à revenir, le Slovène réaccélère et le distance pour de bon. À l'arrivée, Roglič ne reprend pas de temps à Thomas mais récupère la 2e place du général à 29 secondes du Gallois. Le lendemain, le duo se révèle encore le plus costaud sur les pentes des Tre Cime di Lavaredo. Roglič tente une attaque dans le final mais est contré par le maillot rose et est quelque peu distancé. Il trouve tout de même les ressources dans les 150 derniers mètres pour revenir et récupérer 3 secondes. La 20e étape est un contre-la-montre où l'ascension du Monte Lussari constitue l'essentiel de l'effort. Ce col, bitumé spécialement pour l'occasion, présente des pourcentages particulièrement éprouvants et se situe tout proche de la frontière slovène ce qui fait venir un grand nombre de supporters de Roglič au sommet. Il est l'un des rares coureurs à être venu reconnaître cette montée à pied les mois précédents puis en vélo le matin même. Au départ, Thomas possède 26 secondes d'avance sur lui et 59 secondes sur Almeida. La partie sur le plat ne crée aucun écart significatif puis un changement de vélo est réalisé, Roglič tente un pari technologique avec un développement de 40x44 qu'il a testé sur l'étape de la veille. Au second intermédiaire, près de la fin de la partie la plus dure de l'ascension, Roglič est en tête avec 16 secondes d'avance sur Thomas et peut donc encore espérer renverser le Tour d'Italie. Néanmoins, il déraille juste après, doit poser le pied à terre pour remettre sa chaîne avant de pouvoir repartir avec l'aide du seul spectateur se trouvant à cet endroit, son ancien coéquipier de l'équipe slovène de saut à ski avec qui il a été champion du monde, Mitja Meznar. Avec cet incident, il a perdu toute son avance et probablement aussi tous ses espoirs de victoire finale. Néanmoins, il parvient à trouver les ressources pour relancer et finir très fort. Il remporte l'étape et devance Thomas de 40 secondes, suffisant pour prendre la tête du classement général pour 14 secondes. Avec un public en délire, Roglič parvient à effacer l'échec du contre-la-montre final de la Planche des Belles Filles en 2020. Rien ne se passe lors de la dernière étape et le Slovène remporte le Tour d'Italie, son 4e Grand Tour en carrière.
Son retour à la compétition se fait à l'été au Tour de Burgos, en préparation du Tour d'Espagne. Il y remporte deux étapes montagneuses en battant Adam Yates et Aleksandr Vlasov ainsi que le classement général et poursuit son invincibilité dans les courses par étape cette saison. Forte de ses succès sur le Tour d'Italie et le Tour de France, l'équipe Jumbo-Visma ambitionne de remporter le troisième Grand Tour de la saison, ce qui serait unique dans l'histoire pour une seule équipe. Pour cela, elle aligne au départ deux grands leaders avec Primož Roglič et Jonas Vingegaard. Le début n'est pas idéal, dans un contre-la-montre par équipes dans les rues de Barcelone, sous la pluie et dans l'obscurité pour les derniers partants, la Jumbo-Visma perd du temps sur les meilleurs, notamment à la suite de la crevaison de Vingegaard qui est attendu. Au matin de la 6e étape au profil montagneux, Roglič compte 43 secondes de retard sur le maillot rouge Remco Evenepoel. Sur cette étape, la Jumbo-Visma met la pression sur l'équipe du leader en envoyant Sepp Kuss dans une échappée fleuve qui reprend plus de 3 minutes à tout le peloton. Du côté des favoris, Roglič attaque au milieu de l'ascension finale vers l'observatoire de Javalambre. Il n'est suivi que par Vingegaard et les deux parviennent à reprendre du temps sur tous les autres leaders dont 32 secondes sur Evenepoel. Le Slovène confirme sa bonne forme en remportant la 8e étape au sommet de la courte ascension de Xorret de Catí en battant au sprint un petit groupe de leaders. Il réalise ensuite un bon résultat sur le contre-la-montre de Valladolid en terminant 3e et en limitant sa perte sur Evenepoel tout en reprenant du temps aux autres leaders. Roglič aborde ainsi la haute montagne en 4e position du classement général à 1 minute 32 de son équipier Kuss qui a réussi à garder son maillot rouge et à 23 secondes du premier grand favori, Evenepoel. Dans cette étape dans les Pyrénées françaises, le Belge connait une défaillance tout comme João Almeida et perd ainsi tout espoir au classement général. Les coureurs de la formation Jumbo-Visma se trouvent alors en nette supériorité dans l'ascension finale du col du Tourmalet où Jonas Vingegaard attaque pour forcer Juan Ayuso ou Enric Mas à travailler. Ceux-ci ne le font pas vraiment et le Danois remporte l'étape devant ses deux équipiers. Les trois Jumbo-Visma se trouvent alors aux trois premières places du classement général. Vingegaard profite d'une nouvelle tergiversation des autres leaders pour dépasser Roglič désormais 3e du général. Lors de la 17e étape, le peloton termine par l'ascension de l'Angliru. Les derniers adversaires du trio Jumbo-Visma craquent, seul Mikel Landa est en mesure de suivre. Roglič passe à l'attaque dans le final pour la victoire d'étape et distance Kuss. Cette victoire fait parler dans la presse qui se questionne sur l'attitude de Roglič et Vingegaard, leaders annoncés avant la course, vis à vis de Kuss qui tient toujours son maillot rouge. Le Slovène déclare qu'il serait très heureux de voir Kuss s'imposer mais trouve aussi la situation étrange car il aimerait pouvoir se donner à 100%. Lors des dernières étapes difficiles, les deux Jumbo se mettent au service du maillot rouge en roulant pour lui et en contrôlant les attaques pour que l'Américain remporte le Tour d'Espagne, Roglič termine à la 3e position.
Il reprend la compétition le 30 septembre 2023 à l'occasion du Tour d'Emilie. Juste avant le départ, il confirme les rumeurs le concernant et, malgré un contrat portant jusque 2025, déclare quitter la formation Jumbo-Visma en fin de saison. Il remporte l'épreuve italienne pour la troisième fois de sa carrière devant Tadej Pogačar et Simon Yates après une attaque tranchante dans les 300 derniers mètres. Il s'agit là de sa 80e victoire en carrière. Après ça, il participe aux Trois vallées varésines où il termine 4e derrière Ilan Van Wilder qui s'est échappé dans les derniers kilomètres. Il termine sa saison au Tour de Lombardie et la veille l'équipe Bora-Hansgrohe annonce le recrutement de Primož Roglič à partir de janvier 2024, « pour plus d'un an » selon les mots de son manager Ralph Denk. Ce transfert doit lui permettre de ne plus devoir partager le leadership avec Jonas Vingegaard lors des prochains Grands Tours. Sur la classique lombarde, un duel est annoncé entre Roglič et Pogačar. Les deux Slovènes se marquent dans le Passo di Ganda puis Pogačar attaque sur le haut. Légèrement distancé, Roglič revient quasiment dans la roue au sommet mais perd le contact dans la descente. Les poursuivants ne s'entendent pas et Roglič parvient à terminer 3e au sprint dans un petit groupe pour signer son premier podium sur le monument italien. Au terme de la saison, il se classe quatrième du classement mondial UCI 2023.

#### Bora-Hansgrohe (depuis 2024)

##### 2024: deuxième Critérium du Dauphiné, quatrième Vuelta

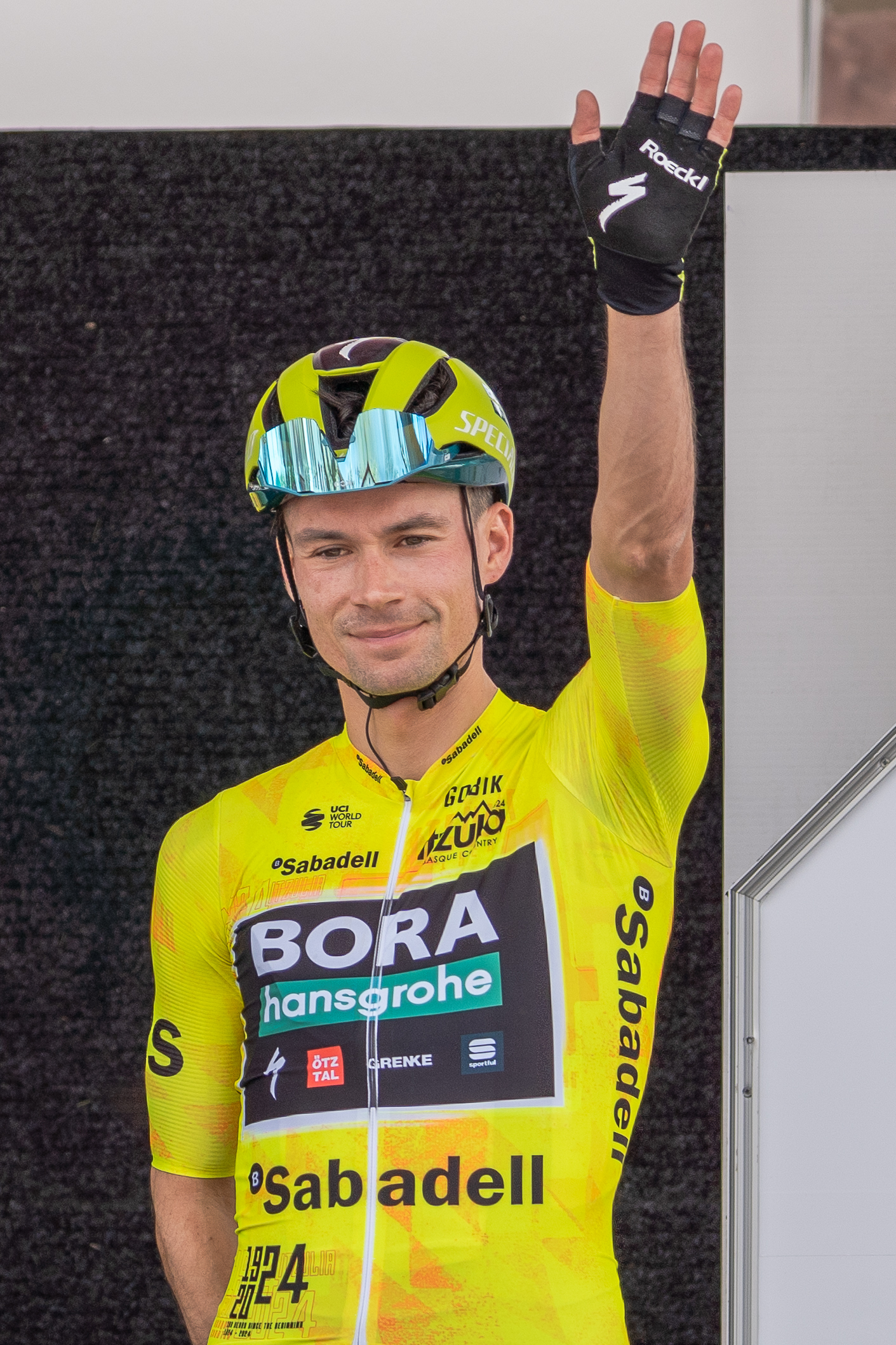
Roglič avec le maillot de leader sur Tour du Pays basque 2024.

Primož Roglič débute cette saison avec sa nouvelle équipe, la Bora-Hansgrohe, à l'occasion de Paris-Nice. Il perd du temps à l'occasion du contre-la-montre par équipes sur ses principaux adversaires puis suit les meilleurs lors des différentes arrivées difficiles pour remonter au classement général. Cependant, lors de la dernière étape se disputant dans des conditions difficiles, il craque et termine finalement 10e de ce Paris-Nice. Il se rassure en dominant le contre-la-montre inaugural du Tour du Pays basque dans les rues d'Irun qui voit s'affronter plusieurs favoris du prochain Tour de France comme Jonas Vingegaard ou Remco Evenepoel, et ce malgré une erreur de parcours. Il chute dans la 3e étape puis une nouvelle fois le lendemain dans une violente chute collective qui met les principaux favoris à terre. Roglič s'en sort correctement par rapport aux autres mais abandonne tout de même et doit renoncer à la campagne des classiques ardennaises.
Le Slovène opère son retour sur le Critérium du Dauphiné. Surpris par Magnus Cort dans le brouillard du col de la Loge, Roglič se rassure avec un bon contre-la-montre malgré avoir connu la chute la veille. Il goûte de nouveau au bitume lors de la 5e étape où la quasi-totalité du peloton tombe sur des routes mouillées. Il aborde la montagne à 33 secondes du leader Evenepoel et se montre à la hauteur. Pendant que le Belge déçoit, lui va chercher deux succès au sprint, dans un duel face à Giulio Ciccone au collet d'Allevard puis dans un petit groupe en haut de Samoëns 1600. Solide leader à la veille de la dernière étape, il se fait une frayeur en étant lâché à 5 km de l'arrivée par Matteo Jorgenson et sauve son maillot jaune pour 8 secondes.
Roglič aborde le Tour de France en tant que chef de file de sa formation, qui porte désormais le nom de Red Bull-Bora-Hansgrohe. Mis en confiance par son succès sur les routes du Dauphiné, il y défie les meilleurs coureurs de Grand Tour dont Tadej Pogačar, Jonas Vingegaard ou Remco Evenepoel. Lors du grand départ en Italie, il déçoit dans la 2e étape en concédant 21 secondes aux meilleurs sur les pentes de la montée de San Luca où il a pourtant triomphé par 4 fois dans le passé au Tour d'Émilie et au Tour d'Italie. Dans la 4e étape, le peloton passe par le col du Galibier où l'équipe UAE Team Emirates se sert de son collectif pour durcir la course. Mis en difficulté, Roglič s'accroche mais ne peut répondre aux accélérations des meilleurs dans le dernier kilomètre d'ascension. Sa belle descente lui permet de limiter les écarts et il ne concède finalement que 37 secondes au seul Pogačar. Lors du contre-la-montre, il réalise une belle prestation en terminant 3e, signant le meilleur temps dans la deuxième partie de course notamment. Mis en difficulté dans la 9e étape des chemins non-asphaltés sans perdre de temps, il confirme sa montée en puissance à l'occasion de la 11e étape en répondant à l'attaque de Pogačar dans le Pas de Peyrol. S'il ne parvient pas à tenir sa roue, il accompagne Vingegaard jusqu'au col du Perthus où il est lâché par le train infernal du Danois et retombe sur Evenepoel avec qui il termine à 25 secondes du duo de tête. Dans le dernier virage de la descente humide vers l'arrivée, Roglič chute en glissant mais est reclassé dans le temps d'Evenepoel. Il est alors 4e du classement général à 2 minutes 15 du maillot jaune et à une minute du podium avant le début des Pyrénées. Le lendemain, cependant, dans une étape de plaine, il est pris dans une chute collective dans le final et perd plus de 2 minutes. Touché aussi bien physiquement que mentalement, il est non-partant le lendemain et abandonne ainsi pour la troisième fois consécutive le Tour de France sur chute.
Un peu plus d'un mois plus tard, Roglič est au départ de la Vuelta malgré des incertitudes sur son état de forme et son physique. En effet, sa chute sur le Tour de France a occasionné une fracture au niveau d'une vertèbre lombaire ce qui a gêné sa préparation et le fait courir avec des douleurs au dos. Il rassure en réalisant un bon premier contre-la-montre à Lisbonne en signant le meilleur temps chez les favoris puis en se montrant très fort lors de la 4e étape qui se termine au sommet du Pico Villuercas. Le Slovène prend les commandes dès le pied de la montée qu'il mène à sa main et, à la fin de la partie raide, seuls Enric Mas et Lennert Van Eetvelt basculent à ses côtés. Sur le court replat final, un groupe recolle et l'étape se joue dans un sprint en petit comité où Roglič parvient à battre Van Eetvelt d'une roue alors que celui-ci commençait à lever les bras. Il s'empare ainsi du maillot rouge de leader et décroche sa 20e victoire d'étape sur un Grand Tour. Deux jours plus tard, l'équipe Red Bull-BORA souhaite laisser filer le maillot et c'est chose faite mais elle le laisse à un outsider en la personne de Ben O'Connor qui était en retrait sur ce début de Vuelta. Le peloton ne s'entend pas, n'engage pas une réelle poursuite alors que l'Australien réalise un numéro et récupère près de 7 minutes. Roglič se retrouve ainsi 2e au classement général à 4 minutes 51 du leader. S'engage alors une opération pour remonter ce retard et elle débute dès la 8e étape qui arrive à Cazorla. Sa formation contrôle l'échappée et Roglič prend encore très tôt les choses en main dans la courte ascension très raide du final. Seul Mas parvient à le suivre sans le relayer mais ça n'empêche pas le Slovène de remporter une nouvelle étape, récupérant au passage près d'une minute à O'Connor. Le lendemain, c'est la première grande étape de montagne autour de la Sierra Nevada. La journée est marquée par un coup de force de l'équipe UAE qui place à l'avant Adam Yates ainsi que par l'échappée folle de Richard Carapaz. Mise sous pression, la Red Bull-BORA roule pour contrôler les écarts mais dans la dernière montée d'Hazallanas, Roglič n'est pas fringuant et Mas en profite pour l'attaquer. Au sommet, l'Espagnol a 55 secondes d'avance sur le groupe maillot rouge où se trouve le Slovène mais dans la descente et la courte vallée, il est repris à l'inverse de Yates et de Carapaz qui se replacent au général. Roglič retrouve une étape plus dans ses caractéristiques lors de l'étape 11 et rassure sur sa forme en attaquant à 9km de l'arrivée dans une côte raide. Il emmène avec lui un petit groupe de favoris puis retombe dans le final sur son équipier Daniel Martínez et tous s'entendent pour repousser O'Connor à 37 secondes. Pour la 13e étape, le peloton arrive au sommet du Puerto de Ancares, une montée là encore très raide mais pas très longue. Comme depuis le début de cette Vuelta, Roglič se montre très offensif et accélère dès le pied. Pour la première fois depuis le départ du Portugal, il parvient à lâcher tout le monde, même Mas et s'envole en solitaire creusant près d'une minute sur l'Espagnol et repoussant le maillot rouge encore plus loin. Roglič reste alors 2e du classement général mais revient à 1 minute 21 de Ben O'Connor et repousse Enric Mas, 3e, à 1 minute 40 avant le début de la haute montagne. Celle-ci arrive lors de la 15e étape qui se conclue au sommet du Cuitu Negru. Mené par son équipier Florian Lipowitz, Roglič passe à l'attaque à 3km de l'arrivée au pied du terrible mur final. S'il fait l'écart dans un premier temps, Mas revient sur lui et parvient à le distancer mais dans un dernier effort le Slovène recolle juste sur la ligne. Il récupère encore un peu de temps sur le maillot rouge mais écope d'une pénalité de 20 secondes pour abris prolongé derrière voiture à la suite d'un changement de vélo avant le col final afin d'utiliser une cassette importante à l'arrière comme il l'avait fait sur le Tour d'Italie en 2023 pour faire face aux pentes supérieures à 20% du final. Sur l'étape suivante qui se termine aux Lacs de Covadonga, Roglič suit les accélérations de Mas et de Carapaz tout en distançant O'Connor et revient à 5 secondes de lui tout en conservant 1 minute 20 sur Mas, son premier poursuivant. Il évite les pièges des deux étapes de transition qui suivent puis son équipe contrôle la 19e étape qui arrive à l'Alto de Moncalvillo, là où il avait déjà gagné en 2020. Dès le pied, ses coéquipiers imposent un fort rythme et un trio de Red Bull-BORA se détache avec Daniel Martinez et Aleksandr Vlasov qui libèrent leur leader à 5km du sommet. Roglič résiste au retour de Mas et réalise une grande ascension pour creuser des écarts significatifs sur tout le monde. Il remporte l'étape et récupère le maillot rouge avec près de 2 minutes d'avance sur O'Connor. Lors de la dernière étape en ligne qui comprend pas moins de 7 cols dont la montée finale du Picon Blanco, Roglič voit son équipe être décimée par des problèmes gastriques potentiellement dus à une intoxication alimentaire mais le Slovène semble passer au travers et arrive au pied du dernier col avec tous les favoris grâce à l'aide de Florian Lipowitz et Roger Adrià qui contrôlent la course. Il gère parfaitement la montée et arrive avec une marge suffisante au matin du contre-la-montre final dans les rues de Madrid. Malgré des problèmes gastriques, il réalise un excellent chrono, terminant second de l'étape et reprend du temps à tous ses adversaires. Il remporte alors cette Vuelta avec 2 minutes 36 sur O'Connor. Il s'agit de son 4e succès sur le Tour d'Espagne, égalant ainsi le record de Roberto Heras. Il devient aussi le 3e plus vieux vainqueur de Grand Tour derrière Christopher Horner et Firmin Lambot à près de 35 ans. Il entre également dans le club restreint des quintuples vainqueurs de Grands Tours rejoignant ainsi les trois légendes italiennes du cyclisme que sont Alfredo Binda, Gino Bartali et Felice Gimondi.
Deux semaines après la Vuelta, il est sélectionné pour les Mondiaux de Zurich mais n'est pas performant. Il termine 12e du contre-la-montre, tandis que sur la course en ligne, il ne parvient pas à suivre un groupe de 20 coureurs partis à la poursuite de Tadej Pogačar et termine à la 64e place. Impuissant sur le Tour d'Émilie et la Coppa Bernocchi, il abandonne à chaque fois. En méforme, il décide de renoncer au Tour de Lombardie et met un terme à sa saison.

##### 2025
Primož Roglič aborde cette saison 2025 avec un programme de course allégé en vue de participer au Tour d'Italie puis au Tour de France. Il effectue sa reprise au Tour d'Algarve où s’alignent notamment Jonas Vingegaard et João Almeida. Au contact des meilleurs sur la première étape sélective à l'Alto da Fóia, il déçoit sur le contre-la-montre final. Très loin de son niveau sur la partie plate, il réalise une bonne ascension de l'Alto do Malhão mais le retard est trop important et il termine 8e au classement général final de la course portugaise. Il revient à la compétition un mois plus tard au Tour de Catalogne pour sa dernière course de préparation avant le Tour d’Italie. La 3e étape voit le premier affrontement entre leaders au sommet de l'ascension de La Molina. Un peloton d'une trentaine de coureurs se dispute la victoire, Roglič emmène le sprint mais se fait surprendre par Juan Ayuso dans la dernière courbe et est battu pour un boyau. Le lendemain, à Montserrat, Ayuso attaque à 2,5 km de l'arrivée et seul le Slovène parvient à le suivre. Les deux hommes s'entendent pour résister aux autres grimpeurs et disputer un nouveau sprint. Roglič prend le meilleur sur son adversaire et endosse le maillot de leader. Il le cède le lendemain au jeu des bonifications qui revêt une grande importance depuis le début de l'épreuve. L'annulation, pour cause de vents forts, des principales difficultés de la 6e étape efface la possibilité de s'expliquer en montagne et ce Tour de Catalogne risque donc de se jouer aux bonifications sur la dernière étape qui emprunte le circuit de Montjuïc à Barcelone. Roglič, derrière au cumul des places, doit espérer reprendre 2 secondes à Ayuso pour s'imposer au classement final. C'est chose faite au premier sprint bonification mais l'Espagnol répond lors du second sprint et récupère son maillot à l'entame du circuit. Dans le 4e tour, à 21 km de l'arrivée, Roglič attaque, parvient à s'isoler en tête de la course et creuse l'écart sur son rival. Le Slovène décroche l'étape, le général ainsi que les classements par points et de la montagne à la suite de ce beau numéro de soliste. Il s'agit de son 12e succès sur une course par étapes d'une semaine au niveau World Tour.
Au départ du Tour d'Italie, il espère la victoire finale et commence par un excellent contre-la-montre en Albanie, échouant à 24 centièmes de Joshua Tarling pour la victoire d'étape mais prenant le maillot rose à Mads Pedersen pour 59 centièmes. Il cède sa tunique le lendemain au Danois au jeu des bonifications puis évite les chutes de la première semaine qui contraignent à l'abandon son principal lieutenant en montagne Jai Hindley. Lors de la première arrivée au sommet à Tagliacozzo, il ne termine que 4e se laissant surprendre par son principal rival Juan Ayuso mais récupère le maillot rose. Il le cède une nouvelle fois le lendemain au profit de Diego Ulissi en laissant partir l'échappée. Vient ensuite la redoutée 9e étape sur les chemins blancs empruntés à l'occasion des Strade Bianche. Bien placé dans un groupe de 30 costauds après le premier secteur, il est pris dans une chute collective à l'entrée du second puis crève peu après. Il se retrouve à devoir chasser derrière le groupe des leaders où la course s'est lancée sous l'impulsion des Ineos d'Egan Bernal notamment. Epaulé par Giulio Pellizzari et d'autres leaders victimes d'incidents comme Derek Gee ou Thomas Pidcock, il limite les dégâts mais perd plus d'une minute sur la plupart de ses adversaires et se retrouve 10e au classement général. Deux jours plus tard, il tombe lors de la reconnaissance du contre-la-montre de Pise mais malgré cette chute et la pluie, il parvient à signer un des meilleurs temps chez les favoris, récupérant 20 secondes à Ayuso et plus d'une minute à Isaac Del Toro, le maillot rose. Il remonte ainsi 5e au général à 1 minute 18 du Mexicain. Son état physique pose tout de même question et sur les étapes difficiles qui suivent, il reste discret mais tient bon en attendant des jours meilleurs. Cependant, lors de la 14e étape qui passe en Slovénie, Roglič est pris dans une chute collective au passage d'une rue pavée mouillée de Nova Gorica ce qui lui fait perdre encore 48 secondes sur le groupe maillot rose. Le lendemain, il s'accroche dans le Monte Grappa mais craque dans la montée roulante de Dori et perd 1 minute 30. Il est tout de même au départ de l'étape suivante mais chute pour la 4e fois de ce Giro dans les rues mouillées de Trente, emporté par Richard Carapaz qui glisse dans un rond point. Il abandonne ainsi ce Tour d'Italie, sans grave blessure mais touché physiquement et diminué par une maladie qu'il traine depuis plusieurs jours. 
Cette maladie nécessite la prise d'antibiotiques pendant près d'un mois et perturbe sa préparation pour le Tour de France. Il est tout de même au départ à Lille sans afficher de grandes ambitions, espérant déjà terminer l'épreuve qu'il a abandonné lors de ses trois dernières participations. Sa préparation perturbée ne pardonne pas lors d'une première semaine très intense où il perd régulièrement du temps. Pendant la 1re étape, il est piégé dans une bordure avec d'autres leaders puis lors de toutes les arrivées pour puncheurs il prend des cassures. Seul son contre-la-montre de Caen est encourageant avec un temps proche d'adversaires directs comme João Almeida voire même meilleur que celui de Jonas Vingegaard. Il montre un meilleur visage lors de la 10e étape au Mont-Dore en s'accrochant avec les meilleurs et aborde les Pyrénées à la 9e place du classement général à 3 minutes 41 du maillot jaune et à plus de 2 minute du podium. Lors de l'arrivée à Hautacam, il s'accroche au principal groupe de poursuivants composé de son équipier Florian Lipowitz, d'Oscar Onley et de Tobias Johannessen jusqu'à 5 km du sommet mais craque dans le final et perd beaucoup de temps. Malgré tout, il rebondit le lendemain, à la surprise, sur le contre-la-montre de Peyragudes. Loin des intouchables Vingegaard et Tadej Pogacar, Roglič signe le 3e meilleur temps avec plus de 30 secondes d'avance sur tous ses adversaires lui permettant de revenir à 1 minute 26 de la troisième place occupée par un Remco Evenepoel en souffrance. L'abandon du Belge au cours de l'étape suivante ouvre la route vers le podium mais le Slovène est encore un peu juste dans l'enchaînement des cols et coince dans les derniers kilomètres de Superbagnères. Pour l'arrivée au Mont Ventoux, lui et Lipowitz harcèlent d'attaques Onley et le duo de la Red Bull-Bora-Hansgrohe fait la bonne opération. Le Slovène aide son équiper allemand à conforter son podium et son maillot blanc pendant que lui-même remonte à la 5e place du général. Pour la la 18e étape, Roglič déclenche les hostilités à près de 130 km de l'arrivée, dès les premières pentes du Glandon et à sa suite se forme une échappée de costauds où l'on retrouve aussi Felix Gall parmi les coureurs bien placés au général. Ce coup ne prend pas une énorme avance car les Visma-Lease a Bike décident de lancer les grandes manœuvres dès le Col de la Madeleine et Vingegaard attaque. Lui et le maillot jaune reviennent sur l'échappée où Matteo Jorgenson se met à rouler. Roglič s'accroche et bascule au sommet avec l'espoir de monter sur le podium mais dans la vallée ce groupe se désorganise et Ben O'Connor attaque alors que le Slovène satisfaisait un besoin naturel. Il se retrouve ainsi englué dans un groupe où personne ne roule ce qui permet le retour de coureurs lâchés comme Onley pourtant pointé à près de 4 minutes. Dans l'ascension finale du Col de la Loze, Roglič résiste avec les meilleurs jusqu'à 2 km du sommet mais fini par lâcher et termine tranquillement. Il repart le lendemain dans sa quête de victoire dans une étape raccourcie. Dès le premier col du jour, le Col du Pré, il place plusieurs accélérations et seuls Valentin Paret-Peintre et Lenny Martinez sont en mesure de le suivre. Cependant, l'équipe UAE ne laisse jamais plus d'une minute à ce trio. Le Slovène insiste et s'isole dans la descente humide du Cormet de Roselend mais le peloton roule trop vite, ne lui laisse aucune marge et le reprend au pied de la montée finale vers La Plagne. Il ne cherche pas à s'accrocher et se relève dès le pied, terminant très loin et reculant à la 8e place du classement. C'est à cette place qu'il termine la course, son premier Tour de France bouclé depuis 2020, un accomplissement dont il profite dans Montmartre avec les spectateurs.
Après le Tour, il pousse jusqu'à la Classique de Saint-Sébastien où il s'inscrit au dernier moment. Dès le pied de l'Erlaitz, à 46 km de l'arrivée, il attaque et dynamite la course. Il accélère à plusieurs reprises et au sommet il ne reste plus que 5 coureurs en tête. Isaac Del Toro et Giulio Ciccone parviennent à se faire la malle alors que Roglič retombe dans un groupe de 9 où il se sacrifie dans la vallée pour son équipier Maxim Van Gils, lui permettant de terminer sur le podium. Le Slovène termine quant à lui tranquillement à la 22e place.

## Vie privée
Primož Roglič vit à Monaco avec sa femme Lora Klinc. Ils ont deux fils, le premier prénommé Lev, le second Aleks né en janvier 2023.

## Palmarès en cyclisme

### Palmarès par année

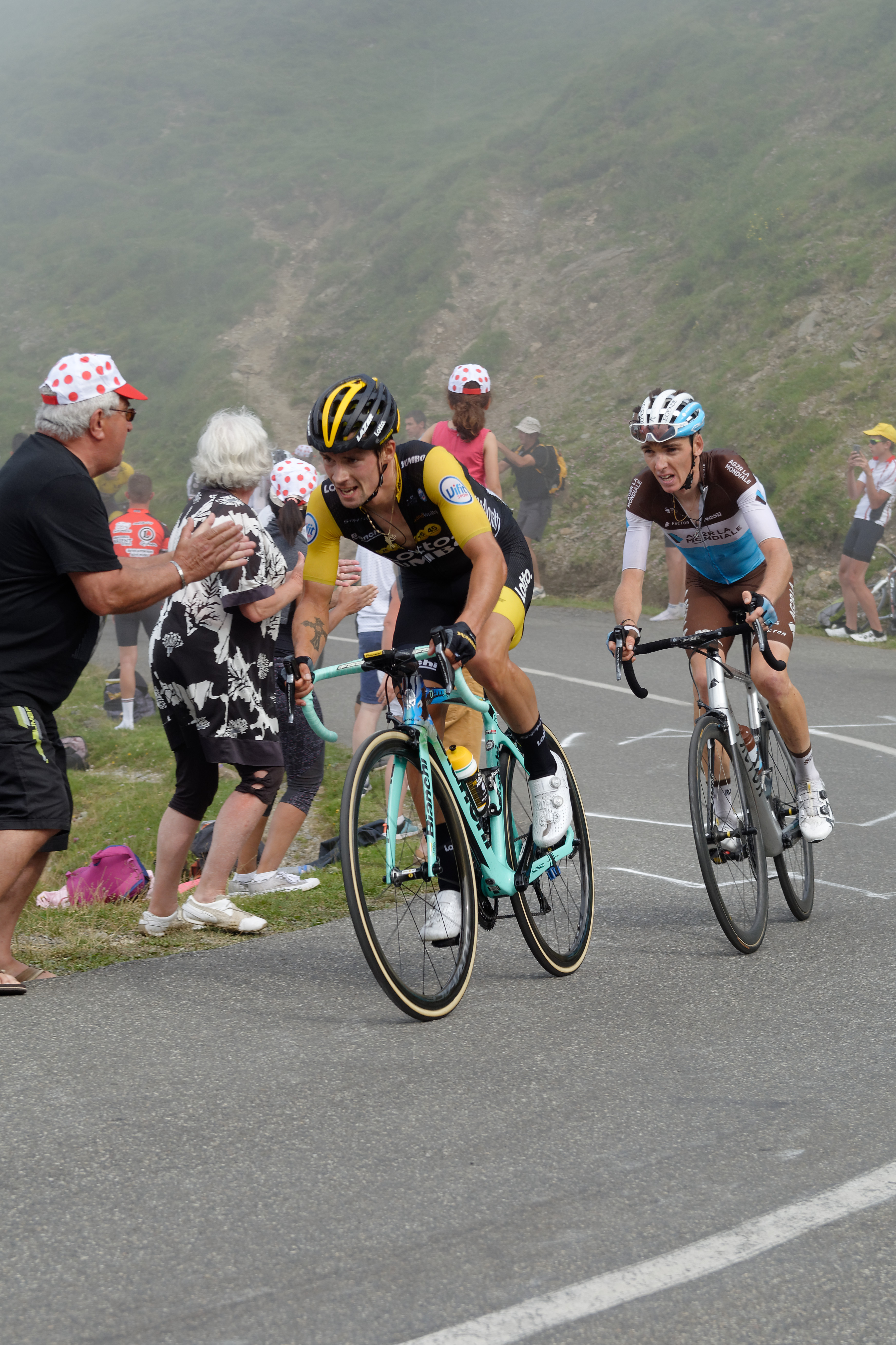
Roglič (à gauche) lors de la 19e étape du Tour de France 2018.

| - 2014 - 2e étape du Tour d'Azerbaïdjan - Croatie-Slovénie - 3e du Sibiu Cycling Tour - 2015 - Tour d'Azerbaïdjan : - Classement général - 2e étape - Tour de Slovénie : - Classement général - 3e étape - 5e étape du Tour du lac Qinghai - 2e du Grand Prix Izola - 2e du Tour de Croatie - 2016 - Champion de Slovénie du contre-la-montre - 9e étape du Tour d'Italie (contre-la-montre) - 7e du championnat d'Europe du contre-la-montre - 10e du contre-la-montre des Jeux olympiques - 2017 - Classement général du Tour de l'Algarve - 4e et 6e (contre-la-montre) étapes du Tour du Pays basque - 5e étape du Tour de Romandie (contre-la-montre) - Prologue du Ster ZLM Toer - 17e étape du Tour de France - Médaillé d'argent du championnat du monde du contre-la-montre - 2e du Ster ZLM Toer - 3e du Tour de Romandie - 4e de Tirreno-Adriatico - 5e du Tour du Pays basque - 2018 - 3e étape de Tirreno-Adriatico - Tour du Pays basque : - Classement général - 4e étape (contre-la-montre) - Classement général du Tour de Romandie - Tour de Slovénie : - Classement général - 4e et 5e étapes (contre-la-montre) - 19e étape du Tour de France - 3e du Tour de Grande-Bretagne - 4e du Tour de France - 2019 - Vainqueur de l'UCI Europe Tour - UAE Tour : - Classement général - 1re (contre-la-montre par équipes) et 6e étapes - Classement général de Tirreno-Adriatico - Tour de Romandie : - Classement général - 1re (prologue), 4e et 5e (contre-la-montre) étapes - 1re (contre-la-montre) et 9e (contre-la-montre) étapes du Tour d'Italie - Tour d'Espagne : - Classement général - Classement par points - 10e étape (contre-la-montre) - Tour d'Émilie - Trois vallées varésines - 3e du Tour d'Italie - 3e du Chrono des Nations-Les Herbiers-Vendée - 7e du Tour de Lombardie - 2020 - Vainqueur de l'UCI Europe Tour - Champion de Slovénie sur route - Tour de l'Ain : - Classement général - 2e et 3e étapes - 2e étape du Critérium du Dauphiné - 4e étape du Tour de France - Liège-Bastogne-Liège - Tour d'Espagne : - Classement général - Classement par points - 1re, 8e, 10e et 13e (contre-la-montre) étapes - 2e du championnat de Slovénie du contre-la-montre - 2e du Tour de France - 6e du championnat du monde sur route | - 2021 - Champion olympique du contre-la-montre - 4e, 6e et 7e étapes de Paris-Nice - Tour du Pays basque : - Classement général - 1re étape (contre-la-montre) - Tour d'Espagne : - Classement général - 1re (contre-la-montre), 11e , 17e et 21e (contre-la-montre) étapes - Tour d'Émilie - Milan-Turin - 2e de la Flèche wallonne - 4e du Tour de Lombardie - 2022 - Paris-Nice : - Classement général - 7e étape - 1re étape du Tour du Pays basque (contre-la-montre) - Classement général du Critérium du Dauphiné - 1re (contre-la-montre par équipes) et 4e étapes du Tour d'Espagne - 8e du Tour du Pays basque - 2023 - Tirreno-Adriatico : - Classement général - 4e, 5e et 6e étapes - Tour de Catalogne : - Classement général - 1re et 5e étapes - Tour d'Italie : - Classement général - 20e étape (contre-la-montre) - Tour de Burgos : - Classement général - 2e (contre-la-montre par équipes), 3e et 5e étapes - 8e et 17e étapes du Tour d'Espagne - Tour d'Émilie - 3e du Tour d'Espagne - 3e du Tour de Lombardie - 2024 - 1re étape du Tour du Pays basque (contre-la-montre) - Critérium du Dauphiné : - Classement général - 6e et 7e étapes - Tour d'Espagne : - Classement général - 4e, 8e et 19e étapes - 10e de Paris-Nice - 2025 - Tour de Catalogne : - Classement général - 4e et 7e étapes - 8e du Tour de France |  |

### Résultats sur les grands tours

#### Tour de France
7 participations
- 2017 : 38e, vainqueur de la 17e étape
- 2018 : 4e, vainqueur de la 19e étape
- 2020 : 2e, vainqueur de la 4e étape,  maillot jaune pendant 11 jours
- 2021 : non-partant (9e étape)
- 2022 : non-partant (15e étape)
- 2024 : non-partant (13e étape)
- 2025 : 8e

#### Tour d'Italie
4 participations
- 2016 : 58e, vainqueur de la 9e étape (contre-la-montre)
- 2019 : 3e, vainqueur des 1re (contre-la-montre) et 9e (contre-la-montre) étapes,  maillot rose pendant 5 jours
- 2023 :  Vainqueur du classement général, vainqueur de la 20e étape (contre-la-montre),  maillot rose pendant 2 jours
- 2025 : abandon (16e étape),  maillot rose pendant 2 jours

#### Tour d'Espagne
6 participations
- 2019 :  Vainqueur du classement général,  vainqueur du classement par points, vainqueur de la 10e étape (contre-la-montre),  maillot rouge pendant 12 jours
- 2020 :  Vainqueur du classement général,  vainqueur du classement par points, vainqueur des 1re, 8e, 10e et 13e (contre-la-montre) étapes  maillot rouge pendant 13 jours
- 2021 :  Vainqueur du classement général, vainqueur des 1re (contre-la-montre), 11e, 17e et 21e (contre-la-montre) étapes,  maillot rouge pendant 11 jours
- 2022 : non-partant (17e étape), vainqueur des 1re (contre-la-montre par équipes) et 4e étapes,  maillot rouge pendant 1 jour
- 2023 : 3e, vainqueur des 8e et 17e étapes
- 2024 :  Vainqueur du classement général, vainqueur des 4e, 8e et 19e étapes,  maillot rouge pendant 5 jours

### Résultats sur les courses par étapes
Ce tableau présente les résultats de Primož Roglič sur les courses par étapes de l'UCI World Tour hors Grands Tours auxquelles il a participé.
| Légende | Légende | Légende | Légende     | Légende | Légende     | Légende | Légende              | Légende | Légende       |
| ------- | ------- | ------- | ----------- | ------- | ----------- | ------- | -------------------- | ------- | ------------- |
| AB      | Abandon | HD      | Hors-délais | NP      | Non-partant | -       | Pas de participation | ×       | Pas d'épreuve |

| Année | Tour Down Under | UAE Tour  | Paris-Nice | Tirreno-Adriatico | Tour de Catalogne | Tour du Pays basque | Tour de Romandie | Critérium du Dauphiné | Tour de Pologne | Eneco Tour |
| ----- | --------------- | --------- | ---------- | ----------------- | ----------------- | ------------------- | ---------------- | --------------------- | --------------- | ---------- |
| 2016  | AB              | -         | -          | 52e               | 44e               | -                   | -                | -                     | 22e             | 18e        |
| 2017  | -               | -         | -          | 4e                | -                 | 5e                  | 3e               | -                     | -               | -          |
| 2018  | -               | -         | -          | 29e               | -                 | Vainqueur           | Vainqueur        | -                     | -               | -          |
| 2019  | -               | Vainqueur | -          | Vainqueur         | -                 | -                   | Vainqueur        | -                     | -               | -          |
| 2020  | -               | -         | -          | -                 | ×                 | ×                   | ×                | AB                    | -               | -          |
| 2021  | ×               | -         | 15e        | -                 | -                 | Vainqueur           | -                | -                     | -               | -          |
| 2022  | ×               | -         | Vainqueur  | -                 | -                 | 8e                  | -                | Vainqueur             | -               | -          |
| 2023  | -               | -         | -          | Vainqueur         | Vainqueur         | -                   | -                | -                     | -               | -          |
| 2024  | -               | -         | 10e        | -                 | -                 | AB                  | -                | Vainqueur             | -               | -          |
| 2025  | -               | -         | -          | -                 | Vainqueur         |                     |                  |                       |                 |            |

### Résultats sur les classiques, championnats du monde et JO
Ce tableau présente les résultats de Primož Roglič sur courses d'un jour de l'UCI World Tour auxquelles il a participé, ainsi qu'aux différentes compétitions internationales.
| Légende | Légende | Légende | Légende     | Légende | Légende              | Légende | Légende       |
| ------- | ------- | ------- | ----------- | ------- | -------------------- | ------- | ------------- |
| AB      | Abandon | HD      | Hors-délais | -       | Pas de participation | ×       | Pas d'épreuve |

| Année | Strade Bianche | Milan-San Remo (Mo) | Liège- Bastogne-Liège (Mo) | Classique de Saint-Sébastien | Tour de Lombardie (Mo) | Championnat du monde | Jeux olympiques |
| ----- | -------------- | ------------------- | -------------------------- | ---------------------------- | ---------------------- | -------------------- | --------------- |
| 2016  | 74e            | -                   | -                          | -                            | -                      | -                    | 26e             |
| 2017  | 35e            | 67e                 | -                          | 21e                          | 40e                    | 121e                 | ×               |
| 2018  | 48e            | -                   | -                          | Ab.                          | 17e                    | 34e                  | ×               |
| 2019  | -              | -                   | -                          | -                            | 7e                     | Ab.                  | ×               |
| 2020  | -              | -                   | Vainqueur                  | ×                            | -                      | 6e                   | ×               |
| 2021  | -              | -                   | 13e                        | -                            | 4e                     | -                    | 28e             |
| 2022  | -              | 17e                 | -                          | -                            | -                      | -                    | ×               |
| 2023  | -              | -                   | -                          | -                            | 3e                     | -                    | ×               |
| 2024  | -              | -                   | -                          | -                            |                        | 64e                  | -               |
| 2025  |                |                     |                            |                              |                        |                      | ×               |

### Classements mondiaux
| Année                                 | 2013 | 2014 | 2015 | 2016 | 2017 | 2018 | 2019 | 2020 | 2021 | 2022 | 2023 | 2024 |
| ------------------------------------- | ---- | ---- | ---- | ---- | ---- | ---- | ---- | ---- | ---- | ---- | ---- | ---- |
| UCI World Tour                        |      |      |      | 112e | 27e  | 11e  |      |      |      |      |      |      |
| Classement mondial                    |      |      |      | 131e | 21e  | 12e  | 1er  | 1er  | 3e   | 24e  | 4e   | 8e   |
| UCI Europe Tour                       | 890e | 84e  | 10e  | 204e | 71e  | 64e  | 1er  | 1er  | 3e   | 18e  | 4e   | 7e   |
| UCI Asia Tour                         | nc   | 327e | 63e  | nc   | nc   | nc   |      |      |      |      |      |      |
| UCI America Tour                      | nc   | nc   | nc   | 75e  | nc   | nc   |      |      |      |      |      |      |
|                                       |      |      |      |      |      |      |      |      |      |      |      |      |
| Légende : nc = non classéSource : UCI |      |      |      |      |      |      |      |      |      |      |      |      |

## Palmarès en saut à ski

### Championnats du monde junior
| Épreuve / Édition | Kranj 2006 | Tarvisio 2007 | Zakopane 2008 |
| Individuel        | 9e         | 5e            | 28e           |
| Par équipes       | Argent     | Or            | 6e            |

### Coupe continentale
- Meilleur classement général : 8e en 2006-2007.
- 5 podiums individuels dont 2 victoires.

palmarès au 28 décembre 2014

## Distinctions
- Cycliste slovène sur route de l'année : 2016, 2017, 2018, 2019 et 2020[113]
- Sportif slovène de l'année : 2019[114] et 2020[115]
- Vélo d'or : 2020[116]
- Ordre d'or du mérite slovène : 2022[117]